# Aljechins försvar
Den här artikeln använder algebraisk schacknotation för att beskriva schackdragen.
Aljechins försvar är en schacköppning som definieras av dragen:
1. e4 Sf6
Öppningen är del av den hypermoderna skolan där svart lockar vit att med tempovinst bygga upp ett starkt centrum för att sedan underminera det. Till skillnad från andra hypermoderna öppningar, som de indiska försvaren, så är Aljechins försvar ovanligt på elitnivå.
Öppningen har fått sitt namn av Alexander Aljechin som använde öppningen två gånger i en turnering i Budapest 1921.

## Varianter
Spelet fortsätter normalt
2.e5 Sd5
3.d4 d6
och nu har vit tre huvudmöjligheter; moderna varianten (4.Sf3), avbytesvarianten och fyrbondevarianten.

### Moderna varianten
|   | a | b | c | d | e | f | g | h |   |
| 8 | a8 svart torn · b8 svart springare · c8 svart löpare · d8 svart drottning · e8 svart kung · f8 svart löpare · h8 svart torn · a7 svart bonde · b7 svart bonde · c7 svart bonde · e7 svart bonde · f7 svart bonde · g7 svart bonde · h7 svart bonde · d6 svart bonde · d5 svart springare · e5 vit bonde · d4 vit bonde · f3 vit springare · a2 vit bonde · b2 vit bonde · c2 vit bonde · f2 vit bonde · g2 vit bonde · h2 vit bonde · a1 vit torn · b1 vit springare · c1 vit löpare · d1 vit drottning · e1 vit kung · f1 vit löpare · h1 vit torn | a8 svart torn · b8 svart springare · c8 svart löpare · d8 svart drottning · e8 svart kung · f8 svart löpare · h8 svart torn · a7 svart bonde · b7 svart bonde · c7 svart bonde · e7 svart bonde · f7 svart bonde · g7 svart bonde · h7 svart bonde · d6 svart bonde · d5 svart springare · e5 vit bonde · d4 vit bonde · f3 vit springare · a2 vit bonde · b2 vit bonde · c2 vit bonde · f2 vit bonde · g2 vit bonde · h2 vit bonde · a1 vit torn · b1 vit springare · c1 vit löpare · d1 vit drottning · e1 vit kung · f1 vit löpare · h1 vit torn | a8 svart torn · b8 svart springare · c8 svart löpare · d8 svart drottning · e8 svart kung · f8 svart löpare · h8 svart torn · a7 svart bonde · b7 svart bonde · c7 svart bonde · e7 svart bonde · f7 svart bonde · g7 svart bonde · h7 svart bonde · d6 svart bonde · d5 svart springare · e5 vit bonde · d4 vit bonde · f3 vit springare · a2 vit bonde · b2 vit bonde · c2 vit bonde · f2 vit bonde · g2 vit bonde · h2 vit bonde · a1 vit torn · b1 vit springare · c1 vit löpare · d1 vit drottning · e1 vit kung · f1 vit löpare · h1 vit torn | a8 svart torn · b8 svart springare · c8 svart löpare · d8 svart drottning · e8 svart kung · f8 svart löpare · h8 svart torn · a7 svart bonde · b7 svart bonde · c7 svart bonde · e7 svart bonde · f7 svart bonde · g7 svart bonde · h7 svart bonde · d6 svart bonde · d5 svart springare · e5 vit bonde · d4 vit bonde · f3 vit springare · a2 vit bonde · b2 vit bonde · c2 vit bonde · f2 vit bonde · g2 vit bonde · h2 vit bonde · a1 vit torn · b1 vit springare · c1 vit löpare · d1 vit drottning · e1 vit kung · f1 vit löpare · h1 vit torn | a8 svart torn · b8 svart springare · c8 svart löpare · d8 svart drottning · e8 svart kung · f8 svart löpare · h8 svart torn · a7 svart bonde · b7 svart bonde · c7 svart bonde · e7 svart bonde · f7 svart bonde · g7 svart bonde · h7 svart bonde · d6 svart bonde · d5 svart springare · e5 vit bonde · d4 vit bonde · f3 vit springare · a2 vit bonde · b2 vit bonde · c2 vit bonde · f2 vit bonde · g2 vit bonde · h2 vit bonde · a1 vit torn · b1 vit springare · c1 vit löpare · d1 vit drottning · e1 vit kung · f1 vit löpare · h1 vit torn | a8 svart torn · b8 svart springare · c8 svart löpare · d8 svart drottning · e8 svart kung · f8 svart löpare · h8 svart torn · a7 svart bonde · b7 svart bonde · c7 svart bonde · e7 svart bonde · f7 svart bonde · g7 svart bonde · h7 svart bonde · d6 svart bonde · d5 svart springare · e5 vit bonde · d4 vit bonde · f3 vit springare · a2 vit bonde · b2 vit bonde · c2 vit bonde · f2 vit bonde · g2 vit bonde · h2 vit bonde · a1 vit torn · b1 vit springare · c1 vit löpare · d1 vit drottning · e1 vit kung · f1 vit löpare · h1 vit torn | a8 svart torn · b8 svart springare · c8 svart löpare · d8 svart drottning · e8 svart kung · f8 svart löpare · h8 svart torn · a7 svart bonde · b7 svart bonde · c7 svart bonde · e7 svart bonde · f7 svart bonde · g7 svart bonde · h7 svart bonde · d6 svart bonde · d5 svart springare · e5 vit bonde · d4 vit bonde · f3 vit springare · a2 vit bonde · b2 vit bonde · c2 vit bonde · f2 vit bonde · g2 vit bonde · h2 vit bonde · a1 vit torn · b1 vit springare · c1 vit löpare · d1 vit drottning · e1 vit kung · f1 vit löpare · h1 vit torn | a8 svart torn · b8 svart springare · c8 svart löpare · d8 svart drottning · e8 svart kung · f8 svart löpare · h8 svart torn · a7 svart bonde · b7 svart bonde · c7 svart bonde · e7 svart bonde · f7 svart bonde · g7 svart bonde · h7 svart bonde · d6 svart bonde · d5 svart springare · e5 vit bonde · d4 vit bonde · f3 vit springare · a2 vit bonde · b2 vit bonde · c2 vit bonde · f2 vit bonde · g2 vit bonde · h2 vit bonde · a1 vit torn · b1 vit springare · c1 vit löpare · d1 vit drottning · e1 vit kung · f1 vit löpare · h1 vit torn | 8 |
| 7 | a8 svart torn · b8 svart springare · c8 svart löpare · d8 svart drottning · e8 svart kung · f8 svart löpare · h8 svart torn · a7 svart bonde · b7 svart bonde · c7 svart bonde · e7 svart bonde · f7 svart bonde · g7 svart bonde · h7 svart bonde · d6 svart bonde · d5 svart springare · e5 vit bonde · d4 vit bonde · f3 vit springare · a2 vit bonde · b2 vit bonde · c2 vit bonde · f2 vit bonde · g2 vit bonde · h2 vit bonde · a1 vit torn · b1 vit springare · c1 vit löpare · d1 vit drottning · e1 vit kung · f1 vit löpare · h1 vit torn | a8 svart torn · b8 svart springare · c8 svart löpare · d8 svart drottning · e8 svart kung · f8 svart löpare · h8 svart torn · a7 svart bonde · b7 svart bonde · c7 svart bonde · e7 svart bonde · f7 svart bonde · g7 svart bonde · h7 svart bonde · d6 svart bonde · d5 svart springare · e5 vit bonde · d4 vit bonde · f3 vit springare · a2 vit bonde · b2 vit bonde · c2 vit bonde · f2 vit bonde · g2 vit bonde · h2 vit bonde · a1 vit torn · b1 vit springare · c1 vit löpare · d1 vit drottning · e1 vit kung · f1 vit löpare · h1 vit torn | a8 svart torn · b8 svart springare · c8 svart löpare · d8 svart drottning · e8 svart kung · f8 svart löpare · h8 svart torn · a7 svart bonde · b7 svart bonde · c7 svart bonde · e7 svart bonde · f7 svart bonde · g7 svart bonde · h7 svart bonde · d6 svart bonde · d5 svart springare · e5 vit bonde · d4 vit bonde · f3 vit springare · a2 vit bonde · b2 vit bonde · c2 vit bonde · f2 vit bonde · g2 vit bonde · h2 vit bonde · a1 vit torn · b1 vit springare · c1 vit löpare · d1 vit drottning · e1 vit kung · f1 vit löpare · h1 vit torn | a8 svart torn · b8 svart springare · c8 svart löpare · d8 svart drottning · e8 svart kung · f8 svart löpare · h8 svart torn · a7 svart bonde · b7 svart bonde · c7 svart bonde · e7 svart bonde · f7 svart bonde · g7 svart bonde · h7 svart bonde · d6 svart bonde · d5 svart springare · e5 vit bonde · d4 vit bonde · f3 vit springare · a2 vit bonde · b2 vit bonde · c2 vit bonde · f2 vit bonde · g2 vit bonde · h2 vit bonde · a1 vit torn · b1 vit springare · c1 vit löpare · d1 vit drottning · e1 vit kung · f1 vit löpare · h1 vit torn | a8 svart torn · b8 svart springare · c8 svart löpare · d8 svart drottning · e8 svart kung · f8 svart löpare · h8 svart torn · a7 svart bonde · b7 svart bonde · c7 svart bonde · e7 svart bonde · f7 svart bonde · g7 svart bonde · h7 svart bonde · d6 svart bonde · d5 svart springare · e5 vit bonde · d4 vit bonde · f3 vit springare · a2 vit bonde · b2 vit bonde · c2 vit bonde · f2 vit bonde · g2 vit bonde · h2 vit bonde · a1 vit torn · b1 vit springare · c1 vit löpare · d1 vit drottning · e1 vit kung · f1 vit löpare · h1 vit torn | a8 svart torn · b8 svart springare · c8 svart löpare · d8 svart drottning · e8 svart kung · f8 svart löpare · h8 svart torn · a7 svart bonde · b7 svart bonde · c7 svart bonde · e7 svart bonde · f7 svart bonde · g7 svart bonde · h7 svart bonde · d6 svart bonde · d5 svart springare · e5 vit bonde · d4 vit bonde · f3 vit springare · a2 vit bonde · b2 vit bonde · c2 vit bonde · f2 vit bonde · g2 vit bonde · h2 vit bonde · a1 vit torn · b1 vit springare · c1 vit löpare · d1 vit drottning · e1 vit kung · f1 vit löpare · h1 vit torn | a8 svart torn · b8 svart springare · c8 svart löpare · d8 svart drottning · e8 svart kung · f8 svart löpare · h8 svart torn · a7 svart bonde · b7 svart bonde · c7 svart bonde · e7 svart bonde · f7 svart bonde · g7 svart bonde · h7 svart bonde · d6 svart bonde · d5 svart springare · e5 vit bonde · d4 vit bonde · f3 vit springare · a2 vit bonde · b2 vit bonde · c2 vit bonde · f2 vit bonde · g2 vit bonde · h2 vit bonde · a1 vit torn · b1 vit springare · c1 vit löpare · d1 vit drottning · e1 vit kung · f1 vit löpare · h1 vit torn | a8 svart torn · b8 svart springare · c8 svart löpare · d8 svart drottning · e8 svart kung · f8 svart löpare · h8 svart torn · a7 svart bonde · b7 svart bonde · c7 svart bonde · e7 svart bonde · f7 svart bonde · g7 svart bonde · h7 svart bonde · d6 svart bonde · d5 svart springare · e5 vit bonde · d4 vit bonde · f3 vit springare · a2 vit bonde · b2 vit bonde · c2 vit bonde · f2 vit bonde · g2 vit bonde · h2 vit bonde · a1 vit torn · b1 vit springare · c1 vit löpare · d1 vit drottning · e1 vit kung · f1 vit löpare · h1 vit torn | 7 |
| 6 | a8 svart torn · b8 svart springare · c8 svart löpare · d8 svart drottning · e8 svart kung · f8 svart löpare · h8 svart torn · a7 svart bonde · b7 svart bonde · c7 svart bonde · e7 svart bonde · f7 svart bonde · g7 svart bonde · h7 svart bonde · d6 svart bonde · d5 svart springare · e5 vit bonde · d4 vit bonde · f3 vit springare · a2 vit bonde · b2 vit bonde · c2 vit bonde · f2 vit bonde · g2 vit bonde · h2 vit bonde · a1 vit torn · b1 vit springare · c1 vit löpare · d1 vit drottning · e1 vit kung · f1 vit löpare · h1 vit torn | a8 svart torn · b8 svart springare · c8 svart löpare · d8 svart drottning · e8 svart kung · f8 svart löpare · h8 svart torn · a7 svart bonde · b7 svart bonde · c7 svart bonde · e7 svart bonde · f7 svart bonde · g7 svart bonde · h7 svart bonde · d6 svart bonde · d5 svart springare · e5 vit bonde · d4 vit bonde · f3 vit springare · a2 vit bonde · b2 vit bonde · c2 vit bonde · f2 vit bonde · g2 vit bonde · h2 vit bonde · a1 vit torn · b1 vit springare · c1 vit löpare · d1 vit drottning · e1 vit kung · f1 vit löpare · h1 vit torn | a8 svart torn · b8 svart springare · c8 svart löpare · d8 svart drottning · e8 svart kung · f8 svart löpare · h8 svart torn · a7 svart bonde · b7 svart bonde · c7 svart bonde · e7 svart bonde · f7 svart bonde · g7 svart bonde · h7 svart bonde · d6 svart bonde · d5 svart springare · e5 vit bonde · d4 vit bonde · f3 vit springare · a2 vit bonde · b2 vit bonde · c2 vit bonde · f2 vit bonde · g2 vit bonde · h2 vit bonde · a1 vit torn · b1 vit springare · c1 vit löpare · d1 vit drottning · e1 vit kung · f1 vit löpare · h1 vit torn | a8 svart torn · b8 svart springare · c8 svart löpare · d8 svart drottning · e8 svart kung · f8 svart löpare · h8 svart torn · a7 svart bonde · b7 svart bonde · c7 svart bonde · e7 svart bonde · f7 svart bonde · g7 svart bonde · h7 svart bonde · d6 svart bonde · d5 svart springare · e5 vit bonde · d4 vit bonde · f3 vit springare · a2 vit bonde · b2 vit bonde · c2 vit bonde · f2 vit bonde · g2 vit bonde · h2 vit bonde · a1 vit torn · b1 vit springare · c1 vit löpare · d1 vit drottning · e1 vit kung · f1 vit löpare · h1 vit torn | a8 svart torn · b8 svart springare · c8 svart löpare · d8 svart drottning · e8 svart kung · f8 svart löpare · h8 svart torn · a7 svart bonde · b7 svart bonde · c7 svart bonde · e7 svart bonde · f7 svart bonde · g7 svart bonde · h7 svart bonde · d6 svart bonde · d5 svart springare · e5 vit bonde · d4 vit bonde · f3 vit springare · a2 vit bonde · b2 vit bonde · c2 vit bonde · f2 vit bonde · g2 vit bonde · h2 vit bonde · a1 vit torn · b1 vit springare · c1 vit löpare · d1 vit drottning · e1 vit kung · f1 vit löpare · h1 vit torn | a8 svart torn · b8 svart springare · c8 svart löpare · d8 svart drottning · e8 svart kung · f8 svart löpare · h8 svart torn · a7 svart bonde · b7 svart bonde · c7 svart bonde · e7 svart bonde · f7 svart bonde · g7 svart bonde · h7 svart bonde · d6 svart bonde · d5 svart springare · e5 vit bonde · d4 vit bonde · f3 vit springare · a2 vit bonde · b2 vit bonde · c2 vit bonde · f2 vit bonde · g2 vit bonde · h2 vit bonde · a1 vit torn · b1 vit springare · c1 vit löpare · d1 vit drottning · e1 vit kung · f1 vit löpare · h1 vit torn | a8 svart torn · b8 svart springare · c8 svart löpare · d8 svart drottning · e8 svart kung · f8 svart löpare · h8 svart torn · a7 svart bonde · b7 svart bonde · c7 svart bonde · e7 svart bonde · f7 svart bonde · g7 svart bonde · h7 svart bonde · d6 svart bonde · d5 svart springare · e5 vit bonde · d4 vit bonde · f3 vit springare · a2 vit bonde · b2 vit bonde · c2 vit bonde · f2 vit bonde · g2 vit bonde · h2 vit bonde · a1 vit torn · b1 vit springare · c1 vit löpare · d1 vit drottning · e1 vit kung · f1 vit löpare · h1 vit torn | a8 svart torn · b8 svart springare · c8 svart löpare · d8 svart drottning · e8 svart kung · f8 svart löpare · h8 svart torn · a7 svart bonde · b7 svart bonde · c7 svart bonde · e7 svart bonde · f7 svart bonde · g7 svart bonde · h7 svart bonde · d6 svart bonde · d5 svart springare · e5 vit bonde · d4 vit bonde · f3 vit springare · a2 vit bonde · b2 vit bonde · c2 vit bonde · f2 vit bonde · g2 vit bonde · h2 vit bonde · a1 vit torn · b1 vit springare · c1 vit löpare · d1 vit drottning · e1 vit kung · f1 vit löpare · h1 vit torn | 6 |
| 5 | a8 svart torn · b8 svart springare · c8 svart löpare · d8 svart drottning · e8 svart kung · f8 svart löpare · h8 svart torn · a7 svart bonde · b7 svart bonde · c7 svart bonde · e7 svart bonde · f7 svart bonde · g7 svart bonde · h7 svart bonde · d6 svart bonde · d5 svart springare · e5 vit bonde · d4 vit bonde · f3 vit springare · a2 vit bonde · b2 vit bonde · c2 vit bonde · f2 vit bonde · g2 vit bonde · h2 vit bonde · a1 vit torn · b1 vit springare · c1 vit löpare · d1 vit drottning · e1 vit kung · f1 vit löpare · h1 vit torn | a8 svart torn · b8 svart springare · c8 svart löpare · d8 svart drottning · e8 svart kung · f8 svart löpare · h8 svart torn · a7 svart bonde · b7 svart bonde · c7 svart bonde · e7 svart bonde · f7 svart bonde · g7 svart bonde · h7 svart bonde · d6 svart bonde · d5 svart springare · e5 vit bonde · d4 vit bonde · f3 vit springare · a2 vit bonde · b2 vit bonde · c2 vit bonde · f2 vit bonde · g2 vit bonde · h2 vit bonde · a1 vit torn · b1 vit springare · c1 vit löpare · d1 vit drottning · e1 vit kung · f1 vit löpare · h1 vit torn | a8 svart torn · b8 svart springare · c8 svart löpare · d8 svart drottning · e8 svart kung · f8 svart löpare · h8 svart torn · a7 svart bonde · b7 svart bonde · c7 svart bonde · e7 svart bonde · f7 svart bonde · g7 svart bonde · h7 svart bonde · d6 svart bonde · d5 svart springare · e5 vit bonde · d4 vit bonde · f3 vit springare · a2 vit bonde · b2 vit bonde · c2 vit bonde · f2 vit bonde · g2 vit bonde · h2 vit bonde · a1 vit torn · b1 vit springare · c1 vit löpare · d1 vit drottning · e1 vit kung · f1 vit löpare · h1 vit torn | a8 svart torn · b8 svart springare · c8 svart löpare · d8 svart drottning · e8 svart kung · f8 svart löpare · h8 svart torn · a7 svart bonde · b7 svart bonde · c7 svart bonde · e7 svart bonde · f7 svart bonde · g7 svart bonde · h7 svart bonde · d6 svart bonde · d5 svart springare · e5 vit bonde · d4 vit bonde · f3 vit springare · a2 vit bonde · b2 vit bonde · c2 vit bonde · f2 vit bonde · g2 vit bonde · h2 vit bonde · a1 vit torn · b1 vit springare · c1 vit löpare · d1 vit drottning · e1 vit kung · f1 vit löpare · h1 vit torn | a8 svart torn · b8 svart springare · c8 svart löpare · d8 svart drottning · e8 svart kung · f8 svart löpare · h8 svart torn · a7 svart bonde · b7 svart bonde · c7 svart bonde · e7 svart bonde · f7 svart bonde · g7 svart bonde · h7 svart bonde · d6 svart bonde · d5 svart springare · e5 vit bonde · d4 vit bonde · f3 vit springare · a2 vit bonde · b2 vit bonde · c2 vit bonde · f2 vit bonde · g2 vit bonde · h2 vit bonde · a1 vit torn · b1 vit springare · c1 vit löpare · d1 vit drottning · e1 vit kung · f1 vit löpare · h1 vit torn | a8 svart torn · b8 svart springare · c8 svart löpare · d8 svart drottning · e8 svart kung · f8 svart löpare · h8 svart torn · a7 svart bonde · b7 svart bonde · c7 svart bonde · e7 svart bonde · f7 svart bonde · g7 svart bonde · h7 svart bonde · d6 svart bonde · d5 svart springare · e5 vit bonde · d4 vit bonde · f3 vit springare · a2 vit bonde · b2 vit bonde · c2 vit bonde · f2 vit bonde · g2 vit bonde · h2 vit bonde · a1 vit torn · b1 vit springare · c1 vit löpare · d1 vit drottning · e1 vit kung · f1 vit löpare · h1 vit torn | a8 svart torn · b8 svart springare · c8 svart löpare · d8 svart drottning · e8 svart kung · f8 svart löpare · h8 svart torn · a7 svart bonde · b7 svart bonde · c7 svart bonde · e7 svart bonde · f7 svart bonde · g7 svart bonde · h7 svart bonde · d6 svart bonde · d5 svart springare · e5 vit bonde · d4 vit bonde · f3 vit springare · a2 vit bonde · b2 vit bonde · c2 vit bonde · f2 vit bonde · g2 vit bonde · h2 vit bonde · a1 vit torn · b1 vit springare · c1 vit löpare · d1 vit drottning · e1 vit kung · f1 vit löpare · h1 vit torn | a8 svart torn · b8 svart springare · c8 svart löpare · d8 svart drottning · e8 svart kung · f8 svart löpare · h8 svart torn · a7 svart bonde · b7 svart bonde · c7 svart bonde · e7 svart bonde · f7 svart bonde · g7 svart bonde · h7 svart bonde · d6 svart bonde · d5 svart springare · e5 vit bonde · d4 vit bonde · f3 vit springare · a2 vit bonde · b2 vit bonde · c2 vit bonde · f2 vit bonde · g2 vit bonde · h2 vit bonde · a1 vit torn · b1 vit springare · c1 vit löpare · d1 vit drottning · e1 vit kung · f1 vit löpare · h1 vit torn | 5 |
| 4 | a8 svart torn · b8 svart springare · c8 svart löpare · d8 svart drottning · e8 svart kung · f8 svart löpare · h8 svart torn · a7 svart bonde · b7 svart bonde · c7 svart bonde · e7 svart bonde · f7 svart bonde · g7 svart bonde · h7 svart bonde · d6 svart bonde · d5 svart springare · e5 vit bonde · d4 vit bonde · f3 vit springare · a2 vit bonde · b2 vit bonde · c2 vit bonde · f2 vit bonde · g2 vit bonde · h2 vit bonde · a1 vit torn · b1 vit springare · c1 vit löpare · d1 vit drottning · e1 vit kung · f1 vit löpare · h1 vit torn | a8 svart torn · b8 svart springare · c8 svart löpare · d8 svart drottning · e8 svart kung · f8 svart löpare · h8 svart torn · a7 svart bonde · b7 svart bonde · c7 svart bonde · e7 svart bonde · f7 svart bonde · g7 svart bonde · h7 svart bonde · d6 svart bonde · d5 svart springare · e5 vit bonde · d4 vit bonde · f3 vit springare · a2 vit bonde · b2 vit bonde · c2 vit bonde · f2 vit bonde · g2 vit bonde · h2 vit bonde · a1 vit torn · b1 vit springare · c1 vit löpare · d1 vit drottning · e1 vit kung · f1 vit löpare · h1 vit torn | a8 svart torn · b8 svart springare · c8 svart löpare · d8 svart drottning · e8 svart kung · f8 svart löpare · h8 svart torn · a7 svart bonde · b7 svart bonde · c7 svart bonde · e7 svart bonde · f7 svart bonde · g7 svart bonde · h7 svart bonde · d6 svart bonde · d5 svart springare · e5 vit bonde · d4 vit bonde · f3 vit springare · a2 vit bonde · b2 vit bonde · c2 vit bonde · f2 vit bonde · g2 vit bonde · h2 vit bonde · a1 vit torn · b1 vit springare · c1 vit löpare · d1 vit drottning · e1 vit kung · f1 vit löpare · h1 vit torn | a8 svart torn · b8 svart springare · c8 svart löpare · d8 svart drottning · e8 svart kung · f8 svart löpare · h8 svart torn · a7 svart bonde · b7 svart bonde · c7 svart bonde · e7 svart bonde · f7 svart bonde · g7 svart bonde · h7 svart bonde · d6 svart bonde · d5 svart springare · e5 vit bonde · d4 vit bonde · f3 vit springare · a2 vit bonde · b2 vit bonde · c2 vit bonde · f2 vit bonde · g2 vit bonde · h2 vit bonde · a1 vit torn · b1 vit springare · c1 vit löpare · d1 vit drottning · e1 vit kung · f1 vit löpare · h1 vit torn | a8 svart torn · b8 svart springare · c8 svart löpare · d8 svart drottning · e8 svart kung · f8 svart löpare · h8 svart torn · a7 svart bonde · b7 svart bonde · c7 svart bonde · e7 svart bonde · f7 svart bonde · g7 svart bonde · h7 svart bonde · d6 svart bonde · d5 svart springare · e5 vit bonde · d4 vit bonde · f3 vit springare · a2 vit bonde · b2 vit bonde · c2 vit bonde · f2 vit bonde · g2 vit bonde · h2 vit bonde · a1 vit torn · b1 vit springare · c1 vit löpare · d1 vit drottning · e1 vit kung · f1 vit löpare · h1 vit torn | a8 svart torn · b8 svart springare · c8 svart löpare · d8 svart drottning · e8 svart kung · f8 svart löpare · h8 svart torn · a7 svart bonde · b7 svart bonde · c7 svart bonde · e7 svart bonde · f7 svart bonde · g7 svart bonde · h7 svart bonde · d6 svart bonde · d5 svart springare · e5 vit bonde · d4 vit bonde · f3 vit springare · a2 vit bonde · b2 vit bonde · c2 vit bonde · f2 vit bonde · g2 vit bonde · h2 vit bonde · a1 vit torn · b1 vit springare · c1 vit löpare · d1 vit drottning · e1 vit kung · f1 vit löpare · h1 vit torn | a8 svart torn · b8 svart springare · c8 svart löpare · d8 svart drottning · e8 svart kung · f8 svart löpare · h8 svart torn · a7 svart bonde · b7 svart bonde · c7 svart bonde · e7 svart bonde · f7 svart bonde · g7 svart bonde · h7 svart bonde · d6 svart bonde · d5 svart springare · e5 vit bonde · d4 vit bonde · f3 vit springare · a2 vit bonde · b2 vit bonde · c2 vit bonde · f2 vit bonde · g2 vit bonde · h2 vit bonde · a1 vit torn · b1 vit springare · c1 vit löpare · d1 vit drottning · e1 vit kung · f1 vit löpare · h1 vit torn | a8 svart torn · b8 svart springare · c8 svart löpare · d8 svart drottning · e8 svart kung · f8 svart löpare · h8 svart torn · a7 svart bonde · b7 svart bonde · c7 svart bonde · e7 svart bonde · f7 svart bonde · g7 svart bonde · h7 svart bonde · d6 svart bonde · d5 svart springare · e5 vit bonde · d4 vit bonde · f3 vit springare · a2 vit bonde · b2 vit bonde · c2 vit bonde · f2 vit bonde · g2 vit bonde · h2 vit bonde · a1 vit torn · b1 vit springare · c1 vit löpare · d1 vit drottning · e1 vit kung · f1 vit löpare · h1 vit torn | 4 |
| 3 | a8 svart torn · b8 svart springare · c8 svart löpare · d8 svart drottning · e8 svart kung · f8 svart löpare · h8 svart torn · a7 svart bonde · b7 svart bonde · c7 svart bonde · e7 svart bonde · f7 svart bonde · g7 svart bonde · h7 svart bonde · d6 svart bonde · d5 svart springare · e5 vit bonde · d4 vit bonde · f3 vit springare · a2 vit bonde · b2 vit bonde · c2 vit bonde · f2 vit bonde · g2 vit bonde · h2 vit bonde · a1 vit torn · b1 vit springare · c1 vit löpare · d1 vit drottning · e1 vit kung · f1 vit löpare · h1 vit torn | a8 svart torn · b8 svart springare · c8 svart löpare · d8 svart drottning · e8 svart kung · f8 svart löpare · h8 svart torn · a7 svart bonde · b7 svart bonde · c7 svart bonde · e7 svart bonde · f7 svart bonde · g7 svart bonde · h7 svart bonde · d6 svart bonde · d5 svart springare · e5 vit bonde · d4 vit bonde · f3 vit springare · a2 vit bonde · b2 vit bonde · c2 vit bonde · f2 vit bonde · g2 vit bonde · h2 vit bonde · a1 vit torn · b1 vit springare · c1 vit löpare · d1 vit drottning · e1 vit kung · f1 vit löpare · h1 vit torn | a8 svart torn · b8 svart springare · c8 svart löpare · d8 svart drottning · e8 svart kung · f8 svart löpare · h8 svart torn · a7 svart bonde · b7 svart bonde · c7 svart bonde · e7 svart bonde · f7 svart bonde · g7 svart bonde · h7 svart bonde · d6 svart bonde · d5 svart springare · e5 vit bonde · d4 vit bonde · f3 vit springare · a2 vit bonde · b2 vit bonde · c2 vit bonde · f2 vit bonde · g2 vit bonde · h2 vit bonde · a1 vit torn · b1 vit springare · c1 vit löpare · d1 vit drottning · e1 vit kung · f1 vit löpare · h1 vit torn | a8 svart torn · b8 svart springare · c8 svart löpare · d8 svart drottning · e8 svart kung · f8 svart löpare · h8 svart torn · a7 svart bonde · b7 svart bonde · c7 svart bonde · e7 svart bonde · f7 svart bonde · g7 svart bonde · h7 svart bonde · d6 svart bonde · d5 svart springare · e5 vit bonde · d4 vit bonde · f3 vit springare · a2 vit bonde · b2 vit bonde · c2 vit bonde · f2 vit bonde · g2 vit bonde · h2 vit bonde · a1 vit torn · b1 vit springare · c1 vit löpare · d1 vit drottning · e1 vit kung · f1 vit löpare · h1 vit torn | a8 svart torn · b8 svart springare · c8 svart löpare · d8 svart drottning · e8 svart kung · f8 svart löpare · h8 svart torn · a7 svart bonde · b7 svart bonde · c7 svart bonde · e7 svart bonde · f7 svart bonde · g7 svart bonde · h7 svart bonde · d6 svart bonde · d5 svart springare · e5 vit bonde · d4 vit bonde · f3 vit springare · a2 vit bonde · b2 vit bonde · c2 vit bonde · f2 vit bonde · g2 vit bonde · h2 vit bonde · a1 vit torn · b1 vit springare · c1 vit löpare · d1 vit drottning · e1 vit kung · f1 vit löpare · h1 vit torn | a8 svart torn · b8 svart springare · c8 svart löpare · d8 svart drottning · e8 svart kung · f8 svart löpare · h8 svart torn · a7 svart bonde · b7 svart bonde · c7 svart bonde · e7 svart bonde · f7 svart bonde · g7 svart bonde · h7 svart bonde · d6 svart bonde · d5 svart springare · e5 vit bonde · d4 vit bonde · f3 vit springare · a2 vit bonde · b2 vit bonde · c2 vit bonde · f2 vit bonde · g2 vit bonde · h2 vit bonde · a1 vit torn · b1 vit springare · c1 vit löpare · d1 vit drottning · e1 vit kung · f1 vit löpare · h1 vit torn | a8 svart torn · b8 svart springare · c8 svart löpare · d8 svart drottning · e8 svart kung · f8 svart löpare · h8 svart torn · a7 svart bonde · b7 svart bonde · c7 svart bonde · e7 svart bonde · f7 svart bonde · g7 svart bonde · h7 svart bonde · d6 svart bonde · d5 svart springare · e5 vit bonde · d4 vit bonde · f3 vit springare · a2 vit bonde · b2 vit bonde · c2 vit bonde · f2 vit bonde · g2 vit bonde · h2 vit bonde · a1 vit torn · b1 vit springare · c1 vit löpare · d1 vit drottning · e1 vit kung · f1 vit löpare · h1 vit torn | a8 svart torn · b8 svart springare · c8 svart löpare · d8 svart drottning · e8 svart kung · f8 svart löpare · h8 svart torn · a7 svart bonde · b7 svart bonde · c7 svart bonde · e7 svart bonde · f7 svart bonde · g7 svart bonde · h7 svart bonde · d6 svart bonde · d5 svart springare · e5 vit bonde · d4 vit bonde · f3 vit springare · a2 vit bonde · b2 vit bonde · c2 vit bonde · f2 vit bonde · g2 vit bonde · h2 vit bonde · a1 vit torn · b1 vit springare · c1 vit löpare · d1 vit drottning · e1 vit kung · f1 vit löpare · h1 vit torn | 3 |
| 2 | a8 svart torn · b8 svart springare · c8 svart löpare · d8 svart drottning · e8 svart kung · f8 svart löpare · h8 svart torn · a7 svart bonde · b7 svart bonde · c7 svart bonde · e7 svart bonde · f7 svart bonde · g7 svart bonde · h7 svart bonde · d6 svart bonde · d5 svart springare · e5 vit bonde · d4 vit bonde · f3 vit springare · a2 vit bonde · b2 vit bonde · c2 vit bonde · f2 vit bonde · g2 vit bonde · h2 vit bonde · a1 vit torn · b1 vit springare · c1 vit löpare · d1 vit drottning · e1 vit kung · f1 vit löpare · h1 vit torn | a8 svart torn · b8 svart springare · c8 svart löpare · d8 svart drottning · e8 svart kung · f8 svart löpare · h8 svart torn · a7 svart bonde · b7 svart bonde · c7 svart bonde · e7 svart bonde · f7 svart bonde · g7 svart bonde · h7 svart bonde · d6 svart bonde · d5 svart springare · e5 vit bonde · d4 vit bonde · f3 vit springare · a2 vit bonde · b2 vit bonde · c2 vit bonde · f2 vit bonde · g2 vit bonde · h2 vit bonde · a1 vit torn · b1 vit springare · c1 vit löpare · d1 vit drottning · e1 vit kung · f1 vit löpare · h1 vit torn | a8 svart torn · b8 svart springare · c8 svart löpare · d8 svart drottning · e8 svart kung · f8 svart löpare · h8 svart torn · a7 svart bonde · b7 svart bonde · c7 svart bonde · e7 svart bonde · f7 svart bonde · g7 svart bonde · h7 svart bonde · d6 svart bonde · d5 svart springare · e5 vit bonde · d4 vit bonde · f3 vit springare · a2 vit bonde · b2 vit bonde · c2 vit bonde · f2 vit bonde · g2 vit bonde · h2 vit bonde · a1 vit torn · b1 vit springare · c1 vit löpare · d1 vit drottning · e1 vit kung · f1 vit löpare · h1 vit torn | a8 svart torn · b8 svart springare · c8 svart löpare · d8 svart drottning · e8 svart kung · f8 svart löpare · h8 svart torn · a7 svart bonde · b7 svart bonde · c7 svart bonde · e7 svart bonde · f7 svart bonde · g7 svart bonde · h7 svart bonde · d6 svart bonde · d5 svart springare · e5 vit bonde · d4 vit bonde · f3 vit springare · a2 vit bonde · b2 vit bonde · c2 vit bonde · f2 vit bonde · g2 vit bonde · h2 vit bonde · a1 vit torn · b1 vit springare · c1 vit löpare · d1 vit drottning · e1 vit kung · f1 vit löpare · h1 vit torn | a8 svart torn · b8 svart springare · c8 svart löpare · d8 svart drottning · e8 svart kung · f8 svart löpare · h8 svart torn · a7 svart bonde · b7 svart bonde · c7 svart bonde · e7 svart bonde · f7 svart bonde · g7 svart bonde · h7 svart bonde · d6 svart bonde · d5 svart springare · e5 vit bonde · d4 vit bonde · f3 vit springare · a2 vit bonde · b2 vit bonde · c2 vit bonde · f2 vit bonde · g2 vit bonde · h2 vit bonde · a1 vit torn · b1 vit springare · c1 vit löpare · d1 vit drottning · e1 vit kung · f1 vit löpare · h1 vit torn | a8 svart torn · b8 svart springare · c8 svart löpare · d8 svart drottning · e8 svart kung · f8 svart löpare · h8 svart torn · a7 svart bonde · b7 svart bonde · c7 svart bonde · e7 svart bonde · f7 svart bonde · g7 svart bonde · h7 svart bonde · d6 svart bonde · d5 svart springare · e5 vit bonde · d4 vit bonde · f3 vit springare · a2 vit bonde · b2 vit bonde · c2 vit bonde · f2 vit bonde · g2 vit bonde · h2 vit bonde · a1 vit torn · b1 vit springare · c1 vit löpare · d1 vit drottning · e1 vit kung · f1 vit löpare · h1 vit torn | a8 svart torn · b8 svart springare · c8 svart löpare · d8 svart drottning · e8 svart kung · f8 svart löpare · h8 svart torn · a7 svart bonde · b7 svart bonde · c7 svart bonde · e7 svart bonde · f7 svart bonde · g7 svart bonde · h7 svart bonde · d6 svart bonde · d5 svart springare · e5 vit bonde · d4 vit bonde · f3 vit springare · a2 vit bonde · b2 vit bonde · c2 vit bonde · f2 vit bonde · g2 vit bonde · h2 vit bonde · a1 vit torn · b1 vit springare · c1 vit löpare · d1 vit drottning · e1 vit kung · f1 vit löpare · h1 vit torn | a8 svart torn · b8 svart springare · c8 svart löpare · d8 svart drottning · e8 svart kung · f8 svart löpare · h8 svart torn · a7 svart bonde · b7 svart bonde · c7 svart bonde · e7 svart bonde · f7 svart bonde · g7 svart bonde · h7 svart bonde · d6 svart bonde · d5 svart springare · e5 vit bonde · d4 vit bonde · f3 vit springare · a2 vit bonde · b2 vit bonde · c2 vit bonde · f2 vit bonde · g2 vit bonde · h2 vit bonde · a1 vit torn · b1 vit springare · c1 vit löpare · d1 vit drottning · e1 vit kung · f1 vit löpare · h1 vit torn | 2 |
| 1 | a8 svart torn · b8 svart springare · c8 svart löpare · d8 svart drottning · e8 svart kung · f8 svart löpare · h8 svart torn · a7 svart bonde · b7 svart bonde · c7 svart bonde · e7 svart bonde · f7 svart bonde · g7 svart bonde · h7 svart bonde · d6 svart bonde · d5 svart springare · e5 vit bonde · d4 vit bonde · f3 vit springare · a2 vit bonde · b2 vit bonde · c2 vit bonde · f2 vit bonde · g2 vit bonde · h2 vit bonde · a1 vit torn · b1 vit springare · c1 vit löpare · d1 vit drottning · e1 vit kung · f1 vit löpare · h1 vit torn | a8 svart torn · b8 svart springare · c8 svart löpare · d8 svart drottning · e8 svart kung · f8 svart löpare · h8 svart torn · a7 svart bonde · b7 svart bonde · c7 svart bonde · e7 svart bonde · f7 svart bonde · g7 svart bonde · h7 svart bonde · d6 svart bonde · d5 svart springare · e5 vit bonde · d4 vit bonde · f3 vit springare · a2 vit bonde · b2 vit bonde · c2 vit bonde · f2 vit bonde · g2 vit bonde · h2 vit bonde · a1 vit torn · b1 vit springare · c1 vit löpare · d1 vit drottning · e1 vit kung · f1 vit löpare · h1 vit torn | a8 svart torn · b8 svart springare · c8 svart löpare · d8 svart drottning · e8 svart kung · f8 svart löpare · h8 svart torn · a7 svart bonde · b7 svart bonde · c7 svart bonde · e7 svart bonde · f7 svart bonde · g7 svart bonde · h7 svart bonde · d6 svart bonde · d5 svart springare · e5 vit bonde · d4 vit bonde · f3 vit springare · a2 vit bonde · b2 vit bonde · c2 vit bonde · f2 vit bonde · g2 vit bonde · h2 vit bonde · a1 vit torn · b1 vit springare · c1 vit löpare · d1 vit drottning · e1 vit kung · f1 vit löpare · h1 vit torn | a8 svart torn · b8 svart springare · c8 svart löpare · d8 svart drottning · e8 svart kung · f8 svart löpare · h8 svart torn · a7 svart bonde · b7 svart bonde · c7 svart bonde · e7 svart bonde · f7 svart bonde · g7 svart bonde · h7 svart bonde · d6 svart bonde · d5 svart springare · e5 vit bonde · d4 vit bonde · f3 vit springare · a2 vit bonde · b2 vit bonde · c2 vit bonde · f2 vit bonde · g2 vit bonde · h2 vit bonde · a1 vit torn · b1 vit springare · c1 vit löpare · d1 vit drottning · e1 vit kung · f1 vit löpare · h1 vit torn | a8 svart torn · b8 svart springare · c8 svart löpare · d8 svart drottning · e8 svart kung · f8 svart löpare · h8 svart torn · a7 svart bonde · b7 svart bonde · c7 svart bonde · e7 svart bonde · f7 svart bonde · g7 svart bonde · h7 svart bonde · d6 svart bonde · d5 svart springare · e5 vit bonde · d4 vit bonde · f3 vit springare · a2 vit bonde · b2 vit bonde · c2 vit bonde · f2 vit bonde · g2 vit bonde · h2 vit bonde · a1 vit torn · b1 vit springare · c1 vit löpare · d1 vit drottning · e1 vit kung · f1 vit löpare · h1 vit torn | a8 svart torn · b8 svart springare · c8 svart löpare · d8 svart drottning · e8 svart kung · f8 svart löpare · h8 svart torn · a7 svart bonde · b7 svart bonde · c7 svart bonde · e7 svart bonde · f7 svart bonde · g7 svart bonde · h7 svart bonde · d6 svart bonde · d5 svart springare · e5 vit bonde · d4 vit bonde · f3 vit springare · a2 vit bonde · b2 vit bonde · c2 vit bonde · f2 vit bonde · g2 vit bonde · h2 vit bonde · a1 vit torn · b1 vit springare · c1 vit löpare · d1 vit drottning · e1 vit kung · f1 vit löpare · h1 vit torn | a8 svart torn · b8 svart springare · c8 svart löpare · d8 svart drottning · e8 svart kung · f8 svart löpare · h8 svart torn · a7 svart bonde · b7 svart bonde · c7 svart bonde · e7 svart bonde · f7 svart bonde · g7 svart bonde · h7 svart bonde · d6 svart bonde · d5 svart springare · e5 vit bonde · d4 vit bonde · f3 vit springare · a2 vit bonde · b2 vit bonde · c2 vit bonde · f2 vit bonde · g2 vit bonde · h2 vit bonde · a1 vit torn · b1 vit springare · c1 vit löpare · d1 vit drottning · e1 vit kung · f1 vit löpare · h1 vit torn | a8 svart torn · b8 svart springare · c8 svart löpare · d8 svart drottning · e8 svart kung · f8 svart löpare · h8 svart torn · a7 svart bonde · b7 svart bonde · c7 svart bonde · e7 svart bonde · f7 svart bonde · g7 svart bonde · h7 svart bonde · d6 svart bonde · d5 svart springare · e5 vit bonde · d4 vit bonde · f3 vit springare · a2 vit bonde · b2 vit bonde · c2 vit bonde · f2 vit bonde · g2 vit bonde · h2 vit bonde · a1 vit torn · b1 vit springare · c1 vit löpare · d1 vit drottning · e1 vit kung · f1 vit löpare · h1 vit torn | 1 |
|   | a | b | c | d | e | f | g | h |   |

4.Sf3
I den moderna varianten, som numera är vanligast, undviker vit att genast bygga ett stort centrum utan nöjer sig med en mindre terrängfördel och utvecklar sina pjäser.
4...Lg4
Svart svarar vanligen med att binda vits springare och ofta byts den senare av med ...Lxf3.
Svart kan också spela 4...dxe5 5.Sxe5 c6 6.Le2 eller 4...g6 5.Lc4 Sb6 6.Lb3 Lg7.
Huvudspåret fortsätter:
5.Le2 e6
6.0–0 Le7
7.c4 Sb6

### Avbytesvarianten
|   | a | b | c | d | e | f | g | h |   |
| 8 | a8 svart torn · b8 svart springare · c8 svart löpare · d8 svart drottning · e8 svart kung · f8 svart löpare · h8 svart torn · a7 svart bonde · b7 svart bonde · c7 svart bonde · e7 svart bonde · f7 svart bonde · g7 svart bonde · h7 svart bonde · b6 svart springare · d6 vit bonde · c4 vit bonde · d4 vit bonde · a2 vit bonde · b2 vit bonde · f2 vit bonde · g2 vit bonde · h2 vit bonde · a1 vit torn · b1 vit springare · c1 vit löpare · d1 vit drottning · e1 vit kung · f1 vit löpare · g1 vit springare · h1 vit torn | a8 svart torn · b8 svart springare · c8 svart löpare · d8 svart drottning · e8 svart kung · f8 svart löpare · h8 svart torn · a7 svart bonde · b7 svart bonde · c7 svart bonde · e7 svart bonde · f7 svart bonde · g7 svart bonde · h7 svart bonde · b6 svart springare · d6 vit bonde · c4 vit bonde · d4 vit bonde · a2 vit bonde · b2 vit bonde · f2 vit bonde · g2 vit bonde · h2 vit bonde · a1 vit torn · b1 vit springare · c1 vit löpare · d1 vit drottning · e1 vit kung · f1 vit löpare · g1 vit springare · h1 vit torn | a8 svart torn · b8 svart springare · c8 svart löpare · d8 svart drottning · e8 svart kung · f8 svart löpare · h8 svart torn · a7 svart bonde · b7 svart bonde · c7 svart bonde · e7 svart bonde · f7 svart bonde · g7 svart bonde · h7 svart bonde · b6 svart springare · d6 vit bonde · c4 vit bonde · d4 vit bonde · a2 vit bonde · b2 vit bonde · f2 vit bonde · g2 vit bonde · h2 vit bonde · a1 vit torn · b1 vit springare · c1 vit löpare · d1 vit drottning · e1 vit kung · f1 vit löpare · g1 vit springare · h1 vit torn | a8 svart torn · b8 svart springare · c8 svart löpare · d8 svart drottning · e8 svart kung · f8 svart löpare · h8 svart torn · a7 svart bonde · b7 svart bonde · c7 svart bonde · e7 svart bonde · f7 svart bonde · g7 svart bonde · h7 svart bonde · b6 svart springare · d6 vit bonde · c4 vit bonde · d4 vit bonde · a2 vit bonde · b2 vit bonde · f2 vit bonde · g2 vit bonde · h2 vit bonde · a1 vit torn · b1 vit springare · c1 vit löpare · d1 vit drottning · e1 vit kung · f1 vit löpare · g1 vit springare · h1 vit torn | a8 svart torn · b8 svart springare · c8 svart löpare · d8 svart drottning · e8 svart kung · f8 svart löpare · h8 svart torn · a7 svart bonde · b7 svart bonde · c7 svart bonde · e7 svart bonde · f7 svart bonde · g7 svart bonde · h7 svart bonde · b6 svart springare · d6 vit bonde · c4 vit bonde · d4 vit bonde · a2 vit bonde · b2 vit bonde · f2 vit bonde · g2 vit bonde · h2 vit bonde · a1 vit torn · b1 vit springare · c1 vit löpare · d1 vit drottning · e1 vit kung · f1 vit löpare · g1 vit springare · h1 vit torn | a8 svart torn · b8 svart springare · c8 svart löpare · d8 svart drottning · e8 svart kung · f8 svart löpare · h8 svart torn · a7 svart bonde · b7 svart bonde · c7 svart bonde · e7 svart bonde · f7 svart bonde · g7 svart bonde · h7 svart bonde · b6 svart springare · d6 vit bonde · c4 vit bonde · d4 vit bonde · a2 vit bonde · b2 vit bonde · f2 vit bonde · g2 vit bonde · h2 vit bonde · a1 vit torn · b1 vit springare · c1 vit löpare · d1 vit drottning · e1 vit kung · f1 vit löpare · g1 vit springare · h1 vit torn | a8 svart torn · b8 svart springare · c8 svart löpare · d8 svart drottning · e8 svart kung · f8 svart löpare · h8 svart torn · a7 svart bonde · b7 svart bonde · c7 svart bonde · e7 svart bonde · f7 svart bonde · g7 svart bonde · h7 svart bonde · b6 svart springare · d6 vit bonde · c4 vit bonde · d4 vit bonde · a2 vit bonde · b2 vit bonde · f2 vit bonde · g2 vit bonde · h2 vit bonde · a1 vit torn · b1 vit springare · c1 vit löpare · d1 vit drottning · e1 vit kung · f1 vit löpare · g1 vit springare · h1 vit torn | a8 svart torn · b8 svart springare · c8 svart löpare · d8 svart drottning · e8 svart kung · f8 svart löpare · h8 svart torn · a7 svart bonde · b7 svart bonde · c7 svart bonde · e7 svart bonde · f7 svart bonde · g7 svart bonde · h7 svart bonde · b6 svart springare · d6 vit bonde · c4 vit bonde · d4 vit bonde · a2 vit bonde · b2 vit bonde · f2 vit bonde · g2 vit bonde · h2 vit bonde · a1 vit torn · b1 vit springare · c1 vit löpare · d1 vit drottning · e1 vit kung · f1 vit löpare · g1 vit springare · h1 vit torn | 8 |
| 7 | a8 svart torn · b8 svart springare · c8 svart löpare · d8 svart drottning · e8 svart kung · f8 svart löpare · h8 svart torn · a7 svart bonde · b7 svart bonde · c7 svart bonde · e7 svart bonde · f7 svart bonde · g7 svart bonde · h7 svart bonde · b6 svart springare · d6 vit bonde · c4 vit bonde · d4 vit bonde · a2 vit bonde · b2 vit bonde · f2 vit bonde · g2 vit bonde · h2 vit bonde · a1 vit torn · b1 vit springare · c1 vit löpare · d1 vit drottning · e1 vit kung · f1 vit löpare · g1 vit springare · h1 vit torn | a8 svart torn · b8 svart springare · c8 svart löpare · d8 svart drottning · e8 svart kung · f8 svart löpare · h8 svart torn · a7 svart bonde · b7 svart bonde · c7 svart bonde · e7 svart bonde · f7 svart bonde · g7 svart bonde · h7 svart bonde · b6 svart springare · d6 vit bonde · c4 vit bonde · d4 vit bonde · a2 vit bonde · b2 vit bonde · f2 vit bonde · g2 vit bonde · h2 vit bonde · a1 vit torn · b1 vit springare · c1 vit löpare · d1 vit drottning · e1 vit kung · f1 vit löpare · g1 vit springare · h1 vit torn | a8 svart torn · b8 svart springare · c8 svart löpare · d8 svart drottning · e8 svart kung · f8 svart löpare · h8 svart torn · a7 svart bonde · b7 svart bonde · c7 svart bonde · e7 svart bonde · f7 svart bonde · g7 svart bonde · h7 svart bonde · b6 svart springare · d6 vit bonde · c4 vit bonde · d4 vit bonde · a2 vit bonde · b2 vit bonde · f2 vit bonde · g2 vit bonde · h2 vit bonde · a1 vit torn · b1 vit springare · c1 vit löpare · d1 vit drottning · e1 vit kung · f1 vit löpare · g1 vit springare · h1 vit torn | a8 svart torn · b8 svart springare · c8 svart löpare · d8 svart drottning · e8 svart kung · f8 svart löpare · h8 svart torn · a7 svart bonde · b7 svart bonde · c7 svart bonde · e7 svart bonde · f7 svart bonde · g7 svart bonde · h7 svart bonde · b6 svart springare · d6 vit bonde · c4 vit bonde · d4 vit bonde · a2 vit bonde · b2 vit bonde · f2 vit bonde · g2 vit bonde · h2 vit bonde · a1 vit torn · b1 vit springare · c1 vit löpare · d1 vit drottning · e1 vit kung · f1 vit löpare · g1 vit springare · h1 vit torn | a8 svart torn · b8 svart springare · c8 svart löpare · d8 svart drottning · e8 svart kung · f8 svart löpare · h8 svart torn · a7 svart bonde · b7 svart bonde · c7 svart bonde · e7 svart bonde · f7 svart bonde · g7 svart bonde · h7 svart bonde · b6 svart springare · d6 vit bonde · c4 vit bonde · d4 vit bonde · a2 vit bonde · b2 vit bonde · f2 vit bonde · g2 vit bonde · h2 vit bonde · a1 vit torn · b1 vit springare · c1 vit löpare · d1 vit drottning · e1 vit kung · f1 vit löpare · g1 vit springare · h1 vit torn | a8 svart torn · b8 svart springare · c8 svart löpare · d8 svart drottning · e8 svart kung · f8 svart löpare · h8 svart torn · a7 svart bonde · b7 svart bonde · c7 svart bonde · e7 svart bonde · f7 svart bonde · g7 svart bonde · h7 svart bonde · b6 svart springare · d6 vit bonde · c4 vit bonde · d4 vit bonde · a2 vit bonde · b2 vit bonde · f2 vit bonde · g2 vit bonde · h2 vit bonde · a1 vit torn · b1 vit springare · c1 vit löpare · d1 vit drottning · e1 vit kung · f1 vit löpare · g1 vit springare · h1 vit torn | a8 svart torn · b8 svart springare · c8 svart löpare · d8 svart drottning · e8 svart kung · f8 svart löpare · h8 svart torn · a7 svart bonde · b7 svart bonde · c7 svart bonde · e7 svart bonde · f7 svart bonde · g7 svart bonde · h7 svart bonde · b6 svart springare · d6 vit bonde · c4 vit bonde · d4 vit bonde · a2 vit bonde · b2 vit bonde · f2 vit bonde · g2 vit bonde · h2 vit bonde · a1 vit torn · b1 vit springare · c1 vit löpare · d1 vit drottning · e1 vit kung · f1 vit löpare · g1 vit springare · h1 vit torn | a8 svart torn · b8 svart springare · c8 svart löpare · d8 svart drottning · e8 svart kung · f8 svart löpare · h8 svart torn · a7 svart bonde · b7 svart bonde · c7 svart bonde · e7 svart bonde · f7 svart bonde · g7 svart bonde · h7 svart bonde · b6 svart springare · d6 vit bonde · c4 vit bonde · d4 vit bonde · a2 vit bonde · b2 vit bonde · f2 vit bonde · g2 vit bonde · h2 vit bonde · a1 vit torn · b1 vit springare · c1 vit löpare · d1 vit drottning · e1 vit kung · f1 vit löpare · g1 vit springare · h1 vit torn | 7 |
| 6 | a8 svart torn · b8 svart springare · c8 svart löpare · d8 svart drottning · e8 svart kung · f8 svart löpare · h8 svart torn · a7 svart bonde · b7 svart bonde · c7 svart bonde · e7 svart bonde · f7 svart bonde · g7 svart bonde · h7 svart bonde · b6 svart springare · d6 vit bonde · c4 vit bonde · d4 vit bonde · a2 vit bonde · b2 vit bonde · f2 vit bonde · g2 vit bonde · h2 vit bonde · a1 vit torn · b1 vit springare · c1 vit löpare · d1 vit drottning · e1 vit kung · f1 vit löpare · g1 vit springare · h1 vit torn | a8 svart torn · b8 svart springare · c8 svart löpare · d8 svart drottning · e8 svart kung · f8 svart löpare · h8 svart torn · a7 svart bonde · b7 svart bonde · c7 svart bonde · e7 svart bonde · f7 svart bonde · g7 svart bonde · h7 svart bonde · b6 svart springare · d6 vit bonde · c4 vit bonde · d4 vit bonde · a2 vit bonde · b2 vit bonde · f2 vit bonde · g2 vit bonde · h2 vit bonde · a1 vit torn · b1 vit springare · c1 vit löpare · d1 vit drottning · e1 vit kung · f1 vit löpare · g1 vit springare · h1 vit torn | a8 svart torn · b8 svart springare · c8 svart löpare · d8 svart drottning · e8 svart kung · f8 svart löpare · h8 svart torn · a7 svart bonde · b7 svart bonde · c7 svart bonde · e7 svart bonde · f7 svart bonde · g7 svart bonde · h7 svart bonde · b6 svart springare · d6 vit bonde · c4 vit bonde · d4 vit bonde · a2 vit bonde · b2 vit bonde · f2 vit bonde · g2 vit bonde · h2 vit bonde · a1 vit torn · b1 vit springare · c1 vit löpare · d1 vit drottning · e1 vit kung · f1 vit löpare · g1 vit springare · h1 vit torn | a8 svart torn · b8 svart springare · c8 svart löpare · d8 svart drottning · e8 svart kung · f8 svart löpare · h8 svart torn · a7 svart bonde · b7 svart bonde · c7 svart bonde · e7 svart bonde · f7 svart bonde · g7 svart bonde · h7 svart bonde · b6 svart springare · d6 vit bonde · c4 vit bonde · d4 vit bonde · a2 vit bonde · b2 vit bonde · f2 vit bonde · g2 vit bonde · h2 vit bonde · a1 vit torn · b1 vit springare · c1 vit löpare · d1 vit drottning · e1 vit kung · f1 vit löpare · g1 vit springare · h1 vit torn | a8 svart torn · b8 svart springare · c8 svart löpare · d8 svart drottning · e8 svart kung · f8 svart löpare · h8 svart torn · a7 svart bonde · b7 svart bonde · c7 svart bonde · e7 svart bonde · f7 svart bonde · g7 svart bonde · h7 svart bonde · b6 svart springare · d6 vit bonde · c4 vit bonde · d4 vit bonde · a2 vit bonde · b2 vit bonde · f2 vit bonde · g2 vit bonde · h2 vit bonde · a1 vit torn · b1 vit springare · c1 vit löpare · d1 vit drottning · e1 vit kung · f1 vit löpare · g1 vit springare · h1 vit torn | a8 svart torn · b8 svart springare · c8 svart löpare · d8 svart drottning · e8 svart kung · f8 svart löpare · h8 svart torn · a7 svart bonde · b7 svart bonde · c7 svart bonde · e7 svart bonde · f7 svart bonde · g7 svart bonde · h7 svart bonde · b6 svart springare · d6 vit bonde · c4 vit bonde · d4 vit bonde · a2 vit bonde · b2 vit bonde · f2 vit bonde · g2 vit bonde · h2 vit bonde · a1 vit torn · b1 vit springare · c1 vit löpare · d1 vit drottning · e1 vit kung · f1 vit löpare · g1 vit springare · h1 vit torn | a8 svart torn · b8 svart springare · c8 svart löpare · d8 svart drottning · e8 svart kung · f8 svart löpare · h8 svart torn · a7 svart bonde · b7 svart bonde · c7 svart bonde · e7 svart bonde · f7 svart bonde · g7 svart bonde · h7 svart bonde · b6 svart springare · d6 vit bonde · c4 vit bonde · d4 vit bonde · a2 vit bonde · b2 vit bonde · f2 vit bonde · g2 vit bonde · h2 vit bonde · a1 vit torn · b1 vit springare · c1 vit löpare · d1 vit drottning · e1 vit kung · f1 vit löpare · g1 vit springare · h1 vit torn | a8 svart torn · b8 svart springare · c8 svart löpare · d8 svart drottning · e8 svart kung · f8 svart löpare · h8 svart torn · a7 svart bonde · b7 svart bonde · c7 svart bonde · e7 svart bonde · f7 svart bonde · g7 svart bonde · h7 svart bonde · b6 svart springare · d6 vit bonde · c4 vit bonde · d4 vit bonde · a2 vit bonde · b2 vit bonde · f2 vit bonde · g2 vit bonde · h2 vit bonde · a1 vit torn · b1 vit springare · c1 vit löpare · d1 vit drottning · e1 vit kung · f1 vit löpare · g1 vit springare · h1 vit torn | 6 |
| 5 | a8 svart torn · b8 svart springare · c8 svart löpare · d8 svart drottning · e8 svart kung · f8 svart löpare · h8 svart torn · a7 svart bonde · b7 svart bonde · c7 svart bonde · e7 svart bonde · f7 svart bonde · g7 svart bonde · h7 svart bonde · b6 svart springare · d6 vit bonde · c4 vit bonde · d4 vit bonde · a2 vit bonde · b2 vit bonde · f2 vit bonde · g2 vit bonde · h2 vit bonde · a1 vit torn · b1 vit springare · c1 vit löpare · d1 vit drottning · e1 vit kung · f1 vit löpare · g1 vit springare · h1 vit torn | a8 svart torn · b8 svart springare · c8 svart löpare · d8 svart drottning · e8 svart kung · f8 svart löpare · h8 svart torn · a7 svart bonde · b7 svart bonde · c7 svart bonde · e7 svart bonde · f7 svart bonde · g7 svart bonde · h7 svart bonde · b6 svart springare · d6 vit bonde · c4 vit bonde · d4 vit bonde · a2 vit bonde · b2 vit bonde · f2 vit bonde · g2 vit bonde · h2 vit bonde · a1 vit torn · b1 vit springare · c1 vit löpare · d1 vit drottning · e1 vit kung · f1 vit löpare · g1 vit springare · h1 vit torn | a8 svart torn · b8 svart springare · c8 svart löpare · d8 svart drottning · e8 svart kung · f8 svart löpare · h8 svart torn · a7 svart bonde · b7 svart bonde · c7 svart bonde · e7 svart bonde · f7 svart bonde · g7 svart bonde · h7 svart bonde · b6 svart springare · d6 vit bonde · c4 vit bonde · d4 vit bonde · a2 vit bonde · b2 vit bonde · f2 vit bonde · g2 vit bonde · h2 vit bonde · a1 vit torn · b1 vit springare · c1 vit löpare · d1 vit drottning · e1 vit kung · f1 vit löpare · g1 vit springare · h1 vit torn | a8 svart torn · b8 svart springare · c8 svart löpare · d8 svart drottning · e8 svart kung · f8 svart löpare · h8 svart torn · a7 svart bonde · b7 svart bonde · c7 svart bonde · e7 svart bonde · f7 svart bonde · g7 svart bonde · h7 svart bonde · b6 svart springare · d6 vit bonde · c4 vit bonde · d4 vit bonde · a2 vit bonde · b2 vit bonde · f2 vit bonde · g2 vit bonde · h2 vit bonde · a1 vit torn · b1 vit springare · c1 vit löpare · d1 vit drottning · e1 vit kung · f1 vit löpare · g1 vit springare · h1 vit torn | a8 svart torn · b8 svart springare · c8 svart löpare · d8 svart drottning · e8 svart kung · f8 svart löpare · h8 svart torn · a7 svart bonde · b7 svart bonde · c7 svart bonde · e7 svart bonde · f7 svart bonde · g7 svart bonde · h7 svart bonde · b6 svart springare · d6 vit bonde · c4 vit bonde · d4 vit bonde · a2 vit bonde · b2 vit bonde · f2 vit bonde · g2 vit bonde · h2 vit bonde · a1 vit torn · b1 vit springare · c1 vit löpare · d1 vit drottning · e1 vit kung · f1 vit löpare · g1 vit springare · h1 vit torn | a8 svart torn · b8 svart springare · c8 svart löpare · d8 svart drottning · e8 svart kung · f8 svart löpare · h8 svart torn · a7 svart bonde · b7 svart bonde · c7 svart bonde · e7 svart bonde · f7 svart bonde · g7 svart bonde · h7 svart bonde · b6 svart springare · d6 vit bonde · c4 vit bonde · d4 vit bonde · a2 vit bonde · b2 vit bonde · f2 vit bonde · g2 vit bonde · h2 vit bonde · a1 vit torn · b1 vit springare · c1 vit löpare · d1 vit drottning · e1 vit kung · f1 vit löpare · g1 vit springare · h1 vit torn | a8 svart torn · b8 svart springare · c8 svart löpare · d8 svart drottning · e8 svart kung · f8 svart löpare · h8 svart torn · a7 svart bonde · b7 svart bonde · c7 svart bonde · e7 svart bonde · f7 svart bonde · g7 svart bonde · h7 svart bonde · b6 svart springare · d6 vit bonde · c4 vit bonde · d4 vit bonde · a2 vit bonde · b2 vit bonde · f2 vit bonde · g2 vit bonde · h2 vit bonde · a1 vit torn · b1 vit springare · c1 vit löpare · d1 vit drottning · e1 vit kung · f1 vit löpare · g1 vit springare · h1 vit torn | a8 svart torn · b8 svart springare · c8 svart löpare · d8 svart drottning · e8 svart kung · f8 svart löpare · h8 svart torn · a7 svart bonde · b7 svart bonde · c7 svart bonde · e7 svart bonde · f7 svart bonde · g7 svart bonde · h7 svart bonde · b6 svart springare · d6 vit bonde · c4 vit bonde · d4 vit bonde · a2 vit bonde · b2 vit bonde · f2 vit bonde · g2 vit bonde · h2 vit bonde · a1 vit torn · b1 vit springare · c1 vit löpare · d1 vit drottning · e1 vit kung · f1 vit löpare · g1 vit springare · h1 vit torn | 5 |
| 4 | a8 svart torn · b8 svart springare · c8 svart löpare · d8 svart drottning · e8 svart kung · f8 svart löpare · h8 svart torn · a7 svart bonde · b7 svart bonde · c7 svart bonde · e7 svart bonde · f7 svart bonde · g7 svart bonde · h7 svart bonde · b6 svart springare · d6 vit bonde · c4 vit bonde · d4 vit bonde · a2 vit bonde · b2 vit bonde · f2 vit bonde · g2 vit bonde · h2 vit bonde · a1 vit torn · b1 vit springare · c1 vit löpare · d1 vit drottning · e1 vit kung · f1 vit löpare · g1 vit springare · h1 vit torn | a8 svart torn · b8 svart springare · c8 svart löpare · d8 svart drottning · e8 svart kung · f8 svart löpare · h8 svart torn · a7 svart bonde · b7 svart bonde · c7 svart bonde · e7 svart bonde · f7 svart bonde · g7 svart bonde · h7 svart bonde · b6 svart springare · d6 vit bonde · c4 vit bonde · d4 vit bonde · a2 vit bonde · b2 vit bonde · f2 vit bonde · g2 vit bonde · h2 vit bonde · a1 vit torn · b1 vit springare · c1 vit löpare · d1 vit drottning · e1 vit kung · f1 vit löpare · g1 vit springare · h1 vit torn | a8 svart torn · b8 svart springare · c8 svart löpare · d8 svart drottning · e8 svart kung · f8 svart löpare · h8 svart torn · a7 svart bonde · b7 svart bonde · c7 svart bonde · e7 svart bonde · f7 svart bonde · g7 svart bonde · h7 svart bonde · b6 svart springare · d6 vit bonde · c4 vit bonde · d4 vit bonde · a2 vit bonde · b2 vit bonde · f2 vit bonde · g2 vit bonde · h2 vit bonde · a1 vit torn · b1 vit springare · c1 vit löpare · d1 vit drottning · e1 vit kung · f1 vit löpare · g1 vit springare · h1 vit torn | a8 svart torn · b8 svart springare · c8 svart löpare · d8 svart drottning · e8 svart kung · f8 svart löpare · h8 svart torn · a7 svart bonde · b7 svart bonde · c7 svart bonde · e7 svart bonde · f7 svart bonde · g7 svart bonde · h7 svart bonde · b6 svart springare · d6 vit bonde · c4 vit bonde · d4 vit bonde · a2 vit bonde · b2 vit bonde · f2 vit bonde · g2 vit bonde · h2 vit bonde · a1 vit torn · b1 vit springare · c1 vit löpare · d1 vit drottning · e1 vit kung · f1 vit löpare · g1 vit springare · h1 vit torn | a8 svart torn · b8 svart springare · c8 svart löpare · d8 svart drottning · e8 svart kung · f8 svart löpare · h8 svart torn · a7 svart bonde · b7 svart bonde · c7 svart bonde · e7 svart bonde · f7 svart bonde · g7 svart bonde · h7 svart bonde · b6 svart springare · d6 vit bonde · c4 vit bonde · d4 vit bonde · a2 vit bonde · b2 vit bonde · f2 vit bonde · g2 vit bonde · h2 vit bonde · a1 vit torn · b1 vit springare · c1 vit löpare · d1 vit drottning · e1 vit kung · f1 vit löpare · g1 vit springare · h1 vit torn | a8 svart torn · b8 svart springare · c8 svart löpare · d8 svart drottning · e8 svart kung · f8 svart löpare · h8 svart torn · a7 svart bonde · b7 svart bonde · c7 svart bonde · e7 svart bonde · f7 svart bonde · g7 svart bonde · h7 svart bonde · b6 svart springare · d6 vit bonde · c4 vit bonde · d4 vit bonde · a2 vit bonde · b2 vit bonde · f2 vit bonde · g2 vit bonde · h2 vit bonde · a1 vit torn · b1 vit springare · c1 vit löpare · d1 vit drottning · e1 vit kung · f1 vit löpare · g1 vit springare · h1 vit torn | a8 svart torn · b8 svart springare · c8 svart löpare · d8 svart drottning · e8 svart kung · f8 svart löpare · h8 svart torn · a7 svart bonde · b7 svart bonde · c7 svart bonde · e7 svart bonde · f7 svart bonde · g7 svart bonde · h7 svart bonde · b6 svart springare · d6 vit bonde · c4 vit bonde · d4 vit bonde · a2 vit bonde · b2 vit bonde · f2 vit bonde · g2 vit bonde · h2 vit bonde · a1 vit torn · b1 vit springare · c1 vit löpare · d1 vit drottning · e1 vit kung · f1 vit löpare · g1 vit springare · h1 vit torn | a8 svart torn · b8 svart springare · c8 svart löpare · d8 svart drottning · e8 svart kung · f8 svart löpare · h8 svart torn · a7 svart bonde · b7 svart bonde · c7 svart bonde · e7 svart bonde · f7 svart bonde · g7 svart bonde · h7 svart bonde · b6 svart springare · d6 vit bonde · c4 vit bonde · d4 vit bonde · a2 vit bonde · b2 vit bonde · f2 vit bonde · g2 vit bonde · h2 vit bonde · a1 vit torn · b1 vit springare · c1 vit löpare · d1 vit drottning · e1 vit kung · f1 vit löpare · g1 vit springare · h1 vit torn | 4 |
| 3 | a8 svart torn · b8 svart springare · c8 svart löpare · d8 svart drottning · e8 svart kung · f8 svart löpare · h8 svart torn · a7 svart bonde · b7 svart bonde · c7 svart bonde · e7 svart bonde · f7 svart bonde · g7 svart bonde · h7 svart bonde · b6 svart springare · d6 vit bonde · c4 vit bonde · d4 vit bonde · a2 vit bonde · b2 vit bonde · f2 vit bonde · g2 vit bonde · h2 vit bonde · a1 vit torn · b1 vit springare · c1 vit löpare · d1 vit drottning · e1 vit kung · f1 vit löpare · g1 vit springare · h1 vit torn | a8 svart torn · b8 svart springare · c8 svart löpare · d8 svart drottning · e8 svart kung · f8 svart löpare · h8 svart torn · a7 svart bonde · b7 svart bonde · c7 svart bonde · e7 svart bonde · f7 svart bonde · g7 svart bonde · h7 svart bonde · b6 svart springare · d6 vit bonde · c4 vit bonde · d4 vit bonde · a2 vit bonde · b2 vit bonde · f2 vit bonde · g2 vit bonde · h2 vit bonde · a1 vit torn · b1 vit springare · c1 vit löpare · d1 vit drottning · e1 vit kung · f1 vit löpare · g1 vit springare · h1 vit torn | a8 svart torn · b8 svart springare · c8 svart löpare · d8 svart drottning · e8 svart kung · f8 svart löpare · h8 svart torn · a7 svart bonde · b7 svart bonde · c7 svart bonde · e7 svart bonde · f7 svart bonde · g7 svart bonde · h7 svart bonde · b6 svart springare · d6 vit bonde · c4 vit bonde · d4 vit bonde · a2 vit bonde · b2 vit bonde · f2 vit bonde · g2 vit bonde · h2 vit bonde · a1 vit torn · b1 vit springare · c1 vit löpare · d1 vit drottning · e1 vit kung · f1 vit löpare · g1 vit springare · h1 vit torn | a8 svart torn · b8 svart springare · c8 svart löpare · d8 svart drottning · e8 svart kung · f8 svart löpare · h8 svart torn · a7 svart bonde · b7 svart bonde · c7 svart bonde · e7 svart bonde · f7 svart bonde · g7 svart bonde · h7 svart bonde · b6 svart springare · d6 vit bonde · c4 vit bonde · d4 vit bonde · a2 vit bonde · b2 vit bonde · f2 vit bonde · g2 vit bonde · h2 vit bonde · a1 vit torn · b1 vit springare · c1 vit löpare · d1 vit drottning · e1 vit kung · f1 vit löpare · g1 vit springare · h1 vit torn | a8 svart torn · b8 svart springare · c8 svart löpare · d8 svart drottning · e8 svart kung · f8 svart löpare · h8 svart torn · a7 svart bonde · b7 svart bonde · c7 svart bonde · e7 svart bonde · f7 svart bonde · g7 svart bonde · h7 svart bonde · b6 svart springare · d6 vit bonde · c4 vit bonde · d4 vit bonde · a2 vit bonde · b2 vit bonde · f2 vit bonde · g2 vit bonde · h2 vit bonde · a1 vit torn · b1 vit springare · c1 vit löpare · d1 vit drottning · e1 vit kung · f1 vit löpare · g1 vit springare · h1 vit torn | a8 svart torn · b8 svart springare · c8 svart löpare · d8 svart drottning · e8 svart kung · f8 svart löpare · h8 svart torn · a7 svart bonde · b7 svart bonde · c7 svart bonde · e7 svart bonde · f7 svart bonde · g7 svart bonde · h7 svart bonde · b6 svart springare · d6 vit bonde · c4 vit bonde · d4 vit bonde · a2 vit bonde · b2 vit bonde · f2 vit bonde · g2 vit bonde · h2 vit bonde · a1 vit torn · b1 vit springare · c1 vit löpare · d1 vit drottning · e1 vit kung · f1 vit löpare · g1 vit springare · h1 vit torn | a8 svart torn · b8 svart springare · c8 svart löpare · d8 svart drottning · e8 svart kung · f8 svart löpare · h8 svart torn · a7 svart bonde · b7 svart bonde · c7 svart bonde · e7 svart bonde · f7 svart bonde · g7 svart bonde · h7 svart bonde · b6 svart springare · d6 vit bonde · c4 vit bonde · d4 vit bonde · a2 vit bonde · b2 vit bonde · f2 vit bonde · g2 vit bonde · h2 vit bonde · a1 vit torn · b1 vit springare · c1 vit löpare · d1 vit drottning · e1 vit kung · f1 vit löpare · g1 vit springare · h1 vit torn | a8 svart torn · b8 svart springare · c8 svart löpare · d8 svart drottning · e8 svart kung · f8 svart löpare · h8 svart torn · a7 svart bonde · b7 svart bonde · c7 svart bonde · e7 svart bonde · f7 svart bonde · g7 svart bonde · h7 svart bonde · b6 svart springare · d6 vit bonde · c4 vit bonde · d4 vit bonde · a2 vit bonde · b2 vit bonde · f2 vit bonde · g2 vit bonde · h2 vit bonde · a1 vit torn · b1 vit springare · c1 vit löpare · d1 vit drottning · e1 vit kung · f1 vit löpare · g1 vit springare · h1 vit torn | 3 |
| 2 | a8 svart torn · b8 svart springare · c8 svart löpare · d8 svart drottning · e8 svart kung · f8 svart löpare · h8 svart torn · a7 svart bonde · b7 svart bonde · c7 svart bonde · e7 svart bonde · f7 svart bonde · g7 svart bonde · h7 svart bonde · b6 svart springare · d6 vit bonde · c4 vit bonde · d4 vit bonde · a2 vit bonde · b2 vit bonde · f2 vit bonde · g2 vit bonde · h2 vit bonde · a1 vit torn · b1 vit springare · c1 vit löpare · d1 vit drottning · e1 vit kung · f1 vit löpare · g1 vit springare · h1 vit torn | a8 svart torn · b8 svart springare · c8 svart löpare · d8 svart drottning · e8 svart kung · f8 svart löpare · h8 svart torn · a7 svart bonde · b7 svart bonde · c7 svart bonde · e7 svart bonde · f7 svart bonde · g7 svart bonde · h7 svart bonde · b6 svart springare · d6 vit bonde · c4 vit bonde · d4 vit bonde · a2 vit bonde · b2 vit bonde · f2 vit bonde · g2 vit bonde · h2 vit bonde · a1 vit torn · b1 vit springare · c1 vit löpare · d1 vit drottning · e1 vit kung · f1 vit löpare · g1 vit springare · h1 vit torn | a8 svart torn · b8 svart springare · c8 svart löpare · d8 svart drottning · e8 svart kung · f8 svart löpare · h8 svart torn · a7 svart bonde · b7 svart bonde · c7 svart bonde · e7 svart bonde · f7 svart bonde · g7 svart bonde · h7 svart bonde · b6 svart springare · d6 vit bonde · c4 vit bonde · d4 vit bonde · a2 vit bonde · b2 vit bonde · f2 vit bonde · g2 vit bonde · h2 vit bonde · a1 vit torn · b1 vit springare · c1 vit löpare · d1 vit drottning · e1 vit kung · f1 vit löpare · g1 vit springare · h1 vit torn | a8 svart torn · b8 svart springare · c8 svart löpare · d8 svart drottning · e8 svart kung · f8 svart löpare · h8 svart torn · a7 svart bonde · b7 svart bonde · c7 svart bonde · e7 svart bonde · f7 svart bonde · g7 svart bonde · h7 svart bonde · b6 svart springare · d6 vit bonde · c4 vit bonde · d4 vit bonde · a2 vit bonde · b2 vit bonde · f2 vit bonde · g2 vit bonde · h2 vit bonde · a1 vit torn · b1 vit springare · c1 vit löpare · d1 vit drottning · e1 vit kung · f1 vit löpare · g1 vit springare · h1 vit torn | a8 svart torn · b8 svart springare · c8 svart löpare · d8 svart drottning · e8 svart kung · f8 svart löpare · h8 svart torn · a7 svart bonde · b7 svart bonde · c7 svart bonde · e7 svart bonde · f7 svart bonde · g7 svart bonde · h7 svart bonde · b6 svart springare · d6 vit bonde · c4 vit bonde · d4 vit bonde · a2 vit bonde · b2 vit bonde · f2 vit bonde · g2 vit bonde · h2 vit bonde · a1 vit torn · b1 vit springare · c1 vit löpare · d1 vit drottning · e1 vit kung · f1 vit löpare · g1 vit springare · h1 vit torn | a8 svart torn · b8 svart springare · c8 svart löpare · d8 svart drottning · e8 svart kung · f8 svart löpare · h8 svart torn · a7 svart bonde · b7 svart bonde · c7 svart bonde · e7 svart bonde · f7 svart bonde · g7 svart bonde · h7 svart bonde · b6 svart springare · d6 vit bonde · c4 vit bonde · d4 vit bonde · a2 vit bonde · b2 vit bonde · f2 vit bonde · g2 vit bonde · h2 vit bonde · a1 vit torn · b1 vit springare · c1 vit löpare · d1 vit drottning · e1 vit kung · f1 vit löpare · g1 vit springare · h1 vit torn | a8 svart torn · b8 svart springare · c8 svart löpare · d8 svart drottning · e8 svart kung · f8 svart löpare · h8 svart torn · a7 svart bonde · b7 svart bonde · c7 svart bonde · e7 svart bonde · f7 svart bonde · g7 svart bonde · h7 svart bonde · b6 svart springare · d6 vit bonde · c4 vit bonde · d4 vit bonde · a2 vit bonde · b2 vit bonde · f2 vit bonde · g2 vit bonde · h2 vit bonde · a1 vit torn · b1 vit springare · c1 vit löpare · d1 vit drottning · e1 vit kung · f1 vit löpare · g1 vit springare · h1 vit torn | a8 svart torn · b8 svart springare · c8 svart löpare · d8 svart drottning · e8 svart kung · f8 svart löpare · h8 svart torn · a7 svart bonde · b7 svart bonde · c7 svart bonde · e7 svart bonde · f7 svart bonde · g7 svart bonde · h7 svart bonde · b6 svart springare · d6 vit bonde · c4 vit bonde · d4 vit bonde · a2 vit bonde · b2 vit bonde · f2 vit bonde · g2 vit bonde · h2 vit bonde · a1 vit torn · b1 vit springare · c1 vit löpare · d1 vit drottning · e1 vit kung · f1 vit löpare · g1 vit springare · h1 vit torn | 2 |
| 1 | a8 svart torn · b8 svart springare · c8 svart löpare · d8 svart drottning · e8 svart kung · f8 svart löpare · h8 svart torn · a7 svart bonde · b7 svart bonde · c7 svart bonde · e7 svart bonde · f7 svart bonde · g7 svart bonde · h7 svart bonde · b6 svart springare · d6 vit bonde · c4 vit bonde · d4 vit bonde · a2 vit bonde · b2 vit bonde · f2 vit bonde · g2 vit bonde · h2 vit bonde · a1 vit torn · b1 vit springare · c1 vit löpare · d1 vit drottning · e1 vit kung · f1 vit löpare · g1 vit springare · h1 vit torn | a8 svart torn · b8 svart springare · c8 svart löpare · d8 svart drottning · e8 svart kung · f8 svart löpare · h8 svart torn · a7 svart bonde · b7 svart bonde · c7 svart bonde · e7 svart bonde · f7 svart bonde · g7 svart bonde · h7 svart bonde · b6 svart springare · d6 vit bonde · c4 vit bonde · d4 vit bonde · a2 vit bonde · b2 vit bonde · f2 vit bonde · g2 vit bonde · h2 vit bonde · a1 vit torn · b1 vit springare · c1 vit löpare · d1 vit drottning · e1 vit kung · f1 vit löpare · g1 vit springare · h1 vit torn | a8 svart torn · b8 svart springare · c8 svart löpare · d8 svart drottning · e8 svart kung · f8 svart löpare · h8 svart torn · a7 svart bonde · b7 svart bonde · c7 svart bonde · e7 svart bonde · f7 svart bonde · g7 svart bonde · h7 svart bonde · b6 svart springare · d6 vit bonde · c4 vit bonde · d4 vit bonde · a2 vit bonde · b2 vit bonde · f2 vit bonde · g2 vit bonde · h2 vit bonde · a1 vit torn · b1 vit springare · c1 vit löpare · d1 vit drottning · e1 vit kung · f1 vit löpare · g1 vit springare · h1 vit torn | a8 svart torn · b8 svart springare · c8 svart löpare · d8 svart drottning · e8 svart kung · f8 svart löpare · h8 svart torn · a7 svart bonde · b7 svart bonde · c7 svart bonde · e7 svart bonde · f7 svart bonde · g7 svart bonde · h7 svart bonde · b6 svart springare · d6 vit bonde · c4 vit bonde · d4 vit bonde · a2 vit bonde · b2 vit bonde · f2 vit bonde · g2 vit bonde · h2 vit bonde · a1 vit torn · b1 vit springare · c1 vit löpare · d1 vit drottning · e1 vit kung · f1 vit löpare · g1 vit springare · h1 vit torn | a8 svart torn · b8 svart springare · c8 svart löpare · d8 svart drottning · e8 svart kung · f8 svart löpare · h8 svart torn · a7 svart bonde · b7 svart bonde · c7 svart bonde · e7 svart bonde · f7 svart bonde · g7 svart bonde · h7 svart bonde · b6 svart springare · d6 vit bonde · c4 vit bonde · d4 vit bonde · a2 vit bonde · b2 vit bonde · f2 vit bonde · g2 vit bonde · h2 vit bonde · a1 vit torn · b1 vit springare · c1 vit löpare · d1 vit drottning · e1 vit kung · f1 vit löpare · g1 vit springare · h1 vit torn | a8 svart torn · b8 svart springare · c8 svart löpare · d8 svart drottning · e8 svart kung · f8 svart löpare · h8 svart torn · a7 svart bonde · b7 svart bonde · c7 svart bonde · e7 svart bonde · f7 svart bonde · g7 svart bonde · h7 svart bonde · b6 svart springare · d6 vit bonde · c4 vit bonde · d4 vit bonde · a2 vit bonde · b2 vit bonde · f2 vit bonde · g2 vit bonde · h2 vit bonde · a1 vit torn · b1 vit springare · c1 vit löpare · d1 vit drottning · e1 vit kung · f1 vit löpare · g1 vit springare · h1 vit torn | a8 svart torn · b8 svart springare · c8 svart löpare · d8 svart drottning · e8 svart kung · f8 svart löpare · h8 svart torn · a7 svart bonde · b7 svart bonde · c7 svart bonde · e7 svart bonde · f7 svart bonde · g7 svart bonde · h7 svart bonde · b6 svart springare · d6 vit bonde · c4 vit bonde · d4 vit bonde · a2 vit bonde · b2 vit bonde · f2 vit bonde · g2 vit bonde · h2 vit bonde · a1 vit torn · b1 vit springare · c1 vit löpare · d1 vit drottning · e1 vit kung · f1 vit löpare · g1 vit springare · h1 vit torn | a8 svart torn · b8 svart springare · c8 svart löpare · d8 svart drottning · e8 svart kung · f8 svart löpare · h8 svart torn · a7 svart bonde · b7 svart bonde · c7 svart bonde · e7 svart bonde · f7 svart bonde · g7 svart bonde · h7 svart bonde · b6 svart springare · d6 vit bonde · c4 vit bonde · d4 vit bonde · a2 vit bonde · b2 vit bonde · f2 vit bonde · g2 vit bonde · h2 vit bonde · a1 vit torn · b1 vit springare · c1 vit löpare · d1 vit drottning · e1 vit kung · f1 vit löpare · g1 vit springare · h1 vit torn | 1 |
|   | a | b | c | d | e | f | g | h |   |

4.c4 Sb6
5.exd6
Avbytesvarianten är vanligare men mindre ambitiös än fyrbondevarianten nedan. Vit nöjer sig med en mindre terrängfördel.
Svart kan slå tillbaka på två sätt:
- 5...exd6 är en mer postionell variant där svart normalt utvecklar löparen till e7 och f6.
- 5...cxd6 är en skarpare variant där svart utvecklar löparen till g7, byter av vits springare med Lg4 och Lxf3, och trycker på vits centrum med Sc6. Vit kan störa svarts plan genom att fördröja utvecklingen av kungsflygeln och i stället spela Sc3, Le3, Tc1 och b3 med skarpt spel.

### Fyrbondevarianten
|   | a | b | c | d | e | f | g | h |   |
| 8 | a8 svart torn · b8 svart springare · c8 svart löpare · d8 svart drottning · e8 svart kung · f8 svart löpare · h8 svart torn · a7 svart bonde · b7 svart bonde · c7 svart bonde · e7 svart bonde · f7 svart bonde · g7 svart bonde · h7 svart bonde · b6 svart springare · d6 svart bonde · e5 vit bonde · c4 vit bonde · d4 vit bonde · f4 vit bonde · a2 vit bonde · b2 vit bonde · g2 vit bonde · h2 vit bonde · a1 vit torn · b1 vit springare · c1 vit löpare · d1 vit drottning · e1 vit kung · f1 vit löpare · g1 vit springare · h1 vit torn | a8 svart torn · b8 svart springare · c8 svart löpare · d8 svart drottning · e8 svart kung · f8 svart löpare · h8 svart torn · a7 svart bonde · b7 svart bonde · c7 svart bonde · e7 svart bonde · f7 svart bonde · g7 svart bonde · h7 svart bonde · b6 svart springare · d6 svart bonde · e5 vit bonde · c4 vit bonde · d4 vit bonde · f4 vit bonde · a2 vit bonde · b2 vit bonde · g2 vit bonde · h2 vit bonde · a1 vit torn · b1 vit springare · c1 vit löpare · d1 vit drottning · e1 vit kung · f1 vit löpare · g1 vit springare · h1 vit torn | a8 svart torn · b8 svart springare · c8 svart löpare · d8 svart drottning · e8 svart kung · f8 svart löpare · h8 svart torn · a7 svart bonde · b7 svart bonde · c7 svart bonde · e7 svart bonde · f7 svart bonde · g7 svart bonde · h7 svart bonde · b6 svart springare · d6 svart bonde · e5 vit bonde · c4 vit bonde · d4 vit bonde · f4 vit bonde · a2 vit bonde · b2 vit bonde · g2 vit bonde · h2 vit bonde · a1 vit torn · b1 vit springare · c1 vit löpare · d1 vit drottning · e1 vit kung · f1 vit löpare · g1 vit springare · h1 vit torn | a8 svart torn · b8 svart springare · c8 svart löpare · d8 svart drottning · e8 svart kung · f8 svart löpare · h8 svart torn · a7 svart bonde · b7 svart bonde · c7 svart bonde · e7 svart bonde · f7 svart bonde · g7 svart bonde · h7 svart bonde · b6 svart springare · d6 svart bonde · e5 vit bonde · c4 vit bonde · d4 vit bonde · f4 vit bonde · a2 vit bonde · b2 vit bonde · g2 vit bonde · h2 vit bonde · a1 vit torn · b1 vit springare · c1 vit löpare · d1 vit drottning · e1 vit kung · f1 vit löpare · g1 vit springare · h1 vit torn | a8 svart torn · b8 svart springare · c8 svart löpare · d8 svart drottning · e8 svart kung · f8 svart löpare · h8 svart torn · a7 svart bonde · b7 svart bonde · c7 svart bonde · e7 svart bonde · f7 svart bonde · g7 svart bonde · h7 svart bonde · b6 svart springare · d6 svart bonde · e5 vit bonde · c4 vit bonde · d4 vit bonde · f4 vit bonde · a2 vit bonde · b2 vit bonde · g2 vit bonde · h2 vit bonde · a1 vit torn · b1 vit springare · c1 vit löpare · d1 vit drottning · e1 vit kung · f1 vit löpare · g1 vit springare · h1 vit torn | a8 svart torn · b8 svart springare · c8 svart löpare · d8 svart drottning · e8 svart kung · f8 svart löpare · h8 svart torn · a7 svart bonde · b7 svart bonde · c7 svart bonde · e7 svart bonde · f7 svart bonde · g7 svart bonde · h7 svart bonde · b6 svart springare · d6 svart bonde · e5 vit bonde · c4 vit bonde · d4 vit bonde · f4 vit bonde · a2 vit bonde · b2 vit bonde · g2 vit bonde · h2 vit bonde · a1 vit torn · b1 vit springare · c1 vit löpare · d1 vit drottning · e1 vit kung · f1 vit löpare · g1 vit springare · h1 vit torn | a8 svart torn · b8 svart springare · c8 svart löpare · d8 svart drottning · e8 svart kung · f8 svart löpare · h8 svart torn · a7 svart bonde · b7 svart bonde · c7 svart bonde · e7 svart bonde · f7 svart bonde · g7 svart bonde · h7 svart bonde · b6 svart springare · d6 svart bonde · e5 vit bonde · c4 vit bonde · d4 vit bonde · f4 vit bonde · a2 vit bonde · b2 vit bonde · g2 vit bonde · h2 vit bonde · a1 vit torn · b1 vit springare · c1 vit löpare · d1 vit drottning · e1 vit kung · f1 vit löpare · g1 vit springare · h1 vit torn | a8 svart torn · b8 svart springare · c8 svart löpare · d8 svart drottning · e8 svart kung · f8 svart löpare · h8 svart torn · a7 svart bonde · b7 svart bonde · c7 svart bonde · e7 svart bonde · f7 svart bonde · g7 svart bonde · h7 svart bonde · b6 svart springare · d6 svart bonde · e5 vit bonde · c4 vit bonde · d4 vit bonde · f4 vit bonde · a2 vit bonde · b2 vit bonde · g2 vit bonde · h2 vit bonde · a1 vit torn · b1 vit springare · c1 vit löpare · d1 vit drottning · e1 vit kung · f1 vit löpare · g1 vit springare · h1 vit torn | 8 |
| 7 | a8 svart torn · b8 svart springare · c8 svart löpare · d8 svart drottning · e8 svart kung · f8 svart löpare · h8 svart torn · a7 svart bonde · b7 svart bonde · c7 svart bonde · e7 svart bonde · f7 svart bonde · g7 svart bonde · h7 svart bonde · b6 svart springare · d6 svart bonde · e5 vit bonde · c4 vit bonde · d4 vit bonde · f4 vit bonde · a2 vit bonde · b2 vit bonde · g2 vit bonde · h2 vit bonde · a1 vit torn · b1 vit springare · c1 vit löpare · d1 vit drottning · e1 vit kung · f1 vit löpare · g1 vit springare · h1 vit torn | a8 svart torn · b8 svart springare · c8 svart löpare · d8 svart drottning · e8 svart kung · f8 svart löpare · h8 svart torn · a7 svart bonde · b7 svart bonde · c7 svart bonde · e7 svart bonde · f7 svart bonde · g7 svart bonde · h7 svart bonde · b6 svart springare · d6 svart bonde · e5 vit bonde · c4 vit bonde · d4 vit bonde · f4 vit bonde · a2 vit bonde · b2 vit bonde · g2 vit bonde · h2 vit bonde · a1 vit torn · b1 vit springare · c1 vit löpare · d1 vit drottning · e1 vit kung · f1 vit löpare · g1 vit springare · h1 vit torn | a8 svart torn · b8 svart springare · c8 svart löpare · d8 svart drottning · e8 svart kung · f8 svart löpare · h8 svart torn · a7 svart bonde · b7 svart bonde · c7 svart bonde · e7 svart bonde · f7 svart bonde · g7 svart bonde · h7 svart bonde · b6 svart springare · d6 svart bonde · e5 vit bonde · c4 vit bonde · d4 vit bonde · f4 vit bonde · a2 vit bonde · b2 vit bonde · g2 vit bonde · h2 vit bonde · a1 vit torn · b1 vit springare · c1 vit löpare · d1 vit drottning · e1 vit kung · f1 vit löpare · g1 vit springare · h1 vit torn | a8 svart torn · b8 svart springare · c8 svart löpare · d8 svart drottning · e8 svart kung · f8 svart löpare · h8 svart torn · a7 svart bonde · b7 svart bonde · c7 svart bonde · e7 svart bonde · f7 svart bonde · g7 svart bonde · h7 svart bonde · b6 svart springare · d6 svart bonde · e5 vit bonde · c4 vit bonde · d4 vit bonde · f4 vit bonde · a2 vit bonde · b2 vit bonde · g2 vit bonde · h2 vit bonde · a1 vit torn · b1 vit springare · c1 vit löpare · d1 vit drottning · e1 vit kung · f1 vit löpare · g1 vit springare · h1 vit torn | a8 svart torn · b8 svart springare · c8 svart löpare · d8 svart drottning · e8 svart kung · f8 svart löpare · h8 svart torn · a7 svart bonde · b7 svart bonde · c7 svart bonde · e7 svart bonde · f7 svart bonde · g7 svart bonde · h7 svart bonde · b6 svart springare · d6 svart bonde · e5 vit bonde · c4 vit bonde · d4 vit bonde · f4 vit bonde · a2 vit bonde · b2 vit bonde · g2 vit bonde · h2 vit bonde · a1 vit torn · b1 vit springare · c1 vit löpare · d1 vit drottning · e1 vit kung · f1 vit löpare · g1 vit springare · h1 vit torn | a8 svart torn · b8 svart springare · c8 svart löpare · d8 svart drottning · e8 svart kung · f8 svart löpare · h8 svart torn · a7 svart bonde · b7 svart bonde · c7 svart bonde · e7 svart bonde · f7 svart bonde · g7 svart bonde · h7 svart bonde · b6 svart springare · d6 svart bonde · e5 vit bonde · c4 vit bonde · d4 vit bonde · f4 vit bonde · a2 vit bonde · b2 vit bonde · g2 vit bonde · h2 vit bonde · a1 vit torn · b1 vit springare · c1 vit löpare · d1 vit drottning · e1 vit kung · f1 vit löpare · g1 vit springare · h1 vit torn | a8 svart torn · b8 svart springare · c8 svart löpare · d8 svart drottning · e8 svart kung · f8 svart löpare · h8 svart torn · a7 svart bonde · b7 svart bonde · c7 svart bonde · e7 svart bonde · f7 svart bonde · g7 svart bonde · h7 svart bonde · b6 svart springare · d6 svart bonde · e5 vit bonde · c4 vit bonde · d4 vit bonde · f4 vit bonde · a2 vit bonde · b2 vit bonde · g2 vit bonde · h2 vit bonde · a1 vit torn · b1 vit springare · c1 vit löpare · d1 vit drottning · e1 vit kung · f1 vit löpare · g1 vit springare · h1 vit torn | a8 svart torn · b8 svart springare · c8 svart löpare · d8 svart drottning · e8 svart kung · f8 svart löpare · h8 svart torn · a7 svart bonde · b7 svart bonde · c7 svart bonde · e7 svart bonde · f7 svart bonde · g7 svart bonde · h7 svart bonde · b6 svart springare · d6 svart bonde · e5 vit bonde · c4 vit bonde · d4 vit bonde · f4 vit bonde · a2 vit bonde · b2 vit bonde · g2 vit bonde · h2 vit bonde · a1 vit torn · b1 vit springare · c1 vit löpare · d1 vit drottning · e1 vit kung · f1 vit löpare · g1 vit springare · h1 vit torn | 7 |
| 6 | a8 svart torn · b8 svart springare · c8 svart löpare · d8 svart drottning · e8 svart kung · f8 svart löpare · h8 svart torn · a7 svart bonde · b7 svart bonde · c7 svart bonde · e7 svart bonde · f7 svart bonde · g7 svart bonde · h7 svart bonde · b6 svart springare · d6 svart bonde · e5 vit bonde · c4 vit bonde · d4 vit bonde · f4 vit bonde · a2 vit bonde · b2 vit bonde · g2 vit bonde · h2 vit bonde · a1 vit torn · b1 vit springare · c1 vit löpare · d1 vit drottning · e1 vit kung · f1 vit löpare · g1 vit springare · h1 vit torn | a8 svart torn · b8 svart springare · c8 svart löpare · d8 svart drottning · e8 svart kung · f8 svart löpare · h8 svart torn · a7 svart bonde · b7 svart bonde · c7 svart bonde · e7 svart bonde · f7 svart bonde · g7 svart bonde · h7 svart bonde · b6 svart springare · d6 svart bonde · e5 vit bonde · c4 vit bonde · d4 vit bonde · f4 vit bonde · a2 vit bonde · b2 vit bonde · g2 vit bonde · h2 vit bonde · a1 vit torn · b1 vit springare · c1 vit löpare · d1 vit drottning · e1 vit kung · f1 vit löpare · g1 vit springare · h1 vit torn | a8 svart torn · b8 svart springare · c8 svart löpare · d8 svart drottning · e8 svart kung · f8 svart löpare · h8 svart torn · a7 svart bonde · b7 svart bonde · c7 svart bonde · e7 svart bonde · f7 svart bonde · g7 svart bonde · h7 svart bonde · b6 svart springare · d6 svart bonde · e5 vit bonde · c4 vit bonde · d4 vit bonde · f4 vit bonde · a2 vit bonde · b2 vit bonde · g2 vit bonde · h2 vit bonde · a1 vit torn · b1 vit springare · c1 vit löpare · d1 vit drottning · e1 vit kung · f1 vit löpare · g1 vit springare · h1 vit torn | a8 svart torn · b8 svart springare · c8 svart löpare · d8 svart drottning · e8 svart kung · f8 svart löpare · h8 svart torn · a7 svart bonde · b7 svart bonde · c7 svart bonde · e7 svart bonde · f7 svart bonde · g7 svart bonde · h7 svart bonde · b6 svart springare · d6 svart bonde · e5 vit bonde · c4 vit bonde · d4 vit bonde · f4 vit bonde · a2 vit bonde · b2 vit bonde · g2 vit bonde · h2 vit bonde · a1 vit torn · b1 vit springare · c1 vit löpare · d1 vit drottning · e1 vit kung · f1 vit löpare · g1 vit springare · h1 vit torn | a8 svart torn · b8 svart springare · c8 svart löpare · d8 svart drottning · e8 svart kung · f8 svart löpare · h8 svart torn · a7 svart bonde · b7 svart bonde · c7 svart bonde · e7 svart bonde · f7 svart bonde · g7 svart bonde · h7 svart bonde · b6 svart springare · d6 svart bonde · e5 vit bonde · c4 vit bonde · d4 vit bonde · f4 vit bonde · a2 vit bonde · b2 vit bonde · g2 vit bonde · h2 vit bonde · a1 vit torn · b1 vit springare · c1 vit löpare · d1 vit drottning · e1 vit kung · f1 vit löpare · g1 vit springare · h1 vit torn | a8 svart torn · b8 svart springare · c8 svart löpare · d8 svart drottning · e8 svart kung · f8 svart löpare · h8 svart torn · a7 svart bonde · b7 svart bonde · c7 svart bonde · e7 svart bonde · f7 svart bonde · g7 svart bonde · h7 svart bonde · b6 svart springare · d6 svart bonde · e5 vit bonde · c4 vit bonde · d4 vit bonde · f4 vit bonde · a2 vit bonde · b2 vit bonde · g2 vit bonde · h2 vit bonde · a1 vit torn · b1 vit springare · c1 vit löpare · d1 vit drottning · e1 vit kung · f1 vit löpare · g1 vit springare · h1 vit torn | a8 svart torn · b8 svart springare · c8 svart löpare · d8 svart drottning · e8 svart kung · f8 svart löpare · h8 svart torn · a7 svart bonde · b7 svart bonde · c7 svart bonde · e7 svart bonde · f7 svart bonde · g7 svart bonde · h7 svart bonde · b6 svart springare · d6 svart bonde · e5 vit bonde · c4 vit bonde · d4 vit bonde · f4 vit bonde · a2 vit bonde · b2 vit bonde · g2 vit bonde · h2 vit bonde · a1 vit torn · b1 vit springare · c1 vit löpare · d1 vit drottning · e1 vit kung · f1 vit löpare · g1 vit springare · h1 vit torn | a8 svart torn · b8 svart springare · c8 svart löpare · d8 svart drottning · e8 svart kung · f8 svart löpare · h8 svart torn · a7 svart bonde · b7 svart bonde · c7 svart bonde · e7 svart bonde · f7 svart bonde · g7 svart bonde · h7 svart bonde · b6 svart springare · d6 svart bonde · e5 vit bonde · c4 vit bonde · d4 vit bonde · f4 vit bonde · a2 vit bonde · b2 vit bonde · g2 vit bonde · h2 vit bonde · a1 vit torn · b1 vit springare · c1 vit löpare · d1 vit drottning · e1 vit kung · f1 vit löpare · g1 vit springare · h1 vit torn | 6 |
| 5 | a8 svart torn · b8 svart springare · c8 svart löpare · d8 svart drottning · e8 svart kung · f8 svart löpare · h8 svart torn · a7 svart bonde · b7 svart bonde · c7 svart bonde · e7 svart bonde · f7 svart bonde · g7 svart bonde · h7 svart bonde · b6 svart springare · d6 svart bonde · e5 vit bonde · c4 vit bonde · d4 vit bonde · f4 vit bonde · a2 vit bonde · b2 vit bonde · g2 vit bonde · h2 vit bonde · a1 vit torn · b1 vit springare · c1 vit löpare · d1 vit drottning · e1 vit kung · f1 vit löpare · g1 vit springare · h1 vit torn | a8 svart torn · b8 svart springare · c8 svart löpare · d8 svart drottning · e8 svart kung · f8 svart löpare · h8 svart torn · a7 svart bonde · b7 svart bonde · c7 svart bonde · e7 svart bonde · f7 svart bonde · g7 svart bonde · h7 svart bonde · b6 svart springare · d6 svart bonde · e5 vit bonde · c4 vit bonde · d4 vit bonde · f4 vit bonde · a2 vit bonde · b2 vit bonde · g2 vit bonde · h2 vit bonde · a1 vit torn · b1 vit springare · c1 vit löpare · d1 vit drottning · e1 vit kung · f1 vit löpare · g1 vit springare · h1 vit torn | a8 svart torn · b8 svart springare · c8 svart löpare · d8 svart drottning · e8 svart kung · f8 svart löpare · h8 svart torn · a7 svart bonde · b7 svart bonde · c7 svart bonde · e7 svart bonde · f7 svart bonde · g7 svart bonde · h7 svart bonde · b6 svart springare · d6 svart bonde · e5 vit bonde · c4 vit bonde · d4 vit bonde · f4 vit bonde · a2 vit bonde · b2 vit bonde · g2 vit bonde · h2 vit bonde · a1 vit torn · b1 vit springare · c1 vit löpare · d1 vit drottning · e1 vit kung · f1 vit löpare · g1 vit springare · h1 vit torn | a8 svart torn · b8 svart springare · c8 svart löpare · d8 svart drottning · e8 svart kung · f8 svart löpare · h8 svart torn · a7 svart bonde · b7 svart bonde · c7 svart bonde · e7 svart bonde · f7 svart bonde · g7 svart bonde · h7 svart bonde · b6 svart springare · d6 svart bonde · e5 vit bonde · c4 vit bonde · d4 vit bonde · f4 vit bonde · a2 vit bonde · b2 vit bonde · g2 vit bonde · h2 vit bonde · a1 vit torn · b1 vit springare · c1 vit löpare · d1 vit drottning · e1 vit kung · f1 vit löpare · g1 vit springare · h1 vit torn | a8 svart torn · b8 svart springare · c8 svart löpare · d8 svart drottning · e8 svart kung · f8 svart löpare · h8 svart torn · a7 svart bonde · b7 svart bonde · c7 svart bonde · e7 svart bonde · f7 svart bonde · g7 svart bonde · h7 svart bonde · b6 svart springare · d6 svart bonde · e5 vit bonde · c4 vit bonde · d4 vit bonde · f4 vit bonde · a2 vit bonde · b2 vit bonde · g2 vit bonde · h2 vit bonde · a1 vit torn · b1 vit springare · c1 vit löpare · d1 vit drottning · e1 vit kung · f1 vit löpare · g1 vit springare · h1 vit torn | a8 svart torn · b8 svart springare · c8 svart löpare · d8 svart drottning · e8 svart kung · f8 svart löpare · h8 svart torn · a7 svart bonde · b7 svart bonde · c7 svart bonde · e7 svart bonde · f7 svart bonde · g7 svart bonde · h7 svart bonde · b6 svart springare · d6 svart bonde · e5 vit bonde · c4 vit bonde · d4 vit bonde · f4 vit bonde · a2 vit bonde · b2 vit bonde · g2 vit bonde · h2 vit bonde · a1 vit torn · b1 vit springare · c1 vit löpare · d1 vit drottning · e1 vit kung · f1 vit löpare · g1 vit springare · h1 vit torn | a8 svart torn · b8 svart springare · c8 svart löpare · d8 svart drottning · e8 svart kung · f8 svart löpare · h8 svart torn · a7 svart bonde · b7 svart bonde · c7 svart bonde · e7 svart bonde · f7 svart bonde · g7 svart bonde · h7 svart bonde · b6 svart springare · d6 svart bonde · e5 vit bonde · c4 vit bonde · d4 vit bonde · f4 vit bonde · a2 vit bonde · b2 vit bonde · g2 vit bonde · h2 vit bonde · a1 vit torn · b1 vit springare · c1 vit löpare · d1 vit drottning · e1 vit kung · f1 vit löpare · g1 vit springare · h1 vit torn | a8 svart torn · b8 svart springare · c8 svart löpare · d8 svart drottning · e8 svart kung · f8 svart löpare · h8 svart torn · a7 svart bonde · b7 svart bonde · c7 svart bonde · e7 svart bonde · f7 svart bonde · g7 svart bonde · h7 svart bonde · b6 svart springare · d6 svart bonde · e5 vit bonde · c4 vit bonde · d4 vit bonde · f4 vit bonde · a2 vit bonde · b2 vit bonde · g2 vit bonde · h2 vit bonde · a1 vit torn · b1 vit springare · c1 vit löpare · d1 vit drottning · e1 vit kung · f1 vit löpare · g1 vit springare · h1 vit torn | 5 |
| 4 | a8 svart torn · b8 svart springare · c8 svart löpare · d8 svart drottning · e8 svart kung · f8 svart löpare · h8 svart torn · a7 svart bonde · b7 svart bonde · c7 svart bonde · e7 svart bonde · f7 svart bonde · g7 svart bonde · h7 svart bonde · b6 svart springare · d6 svart bonde · e5 vit bonde · c4 vit bonde · d4 vit bonde · f4 vit bonde · a2 vit bonde · b2 vit bonde · g2 vit bonde · h2 vit bonde · a1 vit torn · b1 vit springare · c1 vit löpare · d1 vit drottning · e1 vit kung · f1 vit löpare · g1 vit springare · h1 vit torn | a8 svart torn · b8 svart springare · c8 svart löpare · d8 svart drottning · e8 svart kung · f8 svart löpare · h8 svart torn · a7 svart bonde · b7 svart bonde · c7 svart bonde · e7 svart bonde · f7 svart bonde · g7 svart bonde · h7 svart bonde · b6 svart springare · d6 svart bonde · e5 vit bonde · c4 vit bonde · d4 vit bonde · f4 vit bonde · a2 vit bonde · b2 vit bonde · g2 vit bonde · h2 vit bonde · a1 vit torn · b1 vit springare · c1 vit löpare · d1 vit drottning · e1 vit kung · f1 vit löpare · g1 vit springare · h1 vit torn | a8 svart torn · b8 svart springare · c8 svart löpare · d8 svart drottning · e8 svart kung · f8 svart löpare · h8 svart torn · a7 svart bonde · b7 svart bonde · c7 svart bonde · e7 svart bonde · f7 svart bonde · g7 svart bonde · h7 svart bonde · b6 svart springare · d6 svart bonde · e5 vit bonde · c4 vit bonde · d4 vit bonde · f4 vit bonde · a2 vit bonde · b2 vit bonde · g2 vit bonde · h2 vit bonde · a1 vit torn · b1 vit springare · c1 vit löpare · d1 vit drottning · e1 vit kung · f1 vit löpare · g1 vit springare · h1 vit torn | a8 svart torn · b8 svart springare · c8 svart löpare · d8 svart drottning · e8 svart kung · f8 svart löpare · h8 svart torn · a7 svart bonde · b7 svart bonde · c7 svart bonde · e7 svart bonde · f7 svart bonde · g7 svart bonde · h7 svart bonde · b6 svart springare · d6 svart bonde · e5 vit bonde · c4 vit bonde · d4 vit bonde · f4 vit bonde · a2 vit bonde · b2 vit bonde · g2 vit bonde · h2 vit bonde · a1 vit torn · b1 vit springare · c1 vit löpare · d1 vit drottning · e1 vit kung · f1 vit löpare · g1 vit springare · h1 vit torn | a8 svart torn · b8 svart springare · c8 svart löpare · d8 svart drottning · e8 svart kung · f8 svart löpare · h8 svart torn · a7 svart bonde · b7 svart bonde · c7 svart bonde · e7 svart bonde · f7 svart bonde · g7 svart bonde · h7 svart bonde · b6 svart springare · d6 svart bonde · e5 vit bonde · c4 vit bonde · d4 vit bonde · f4 vit bonde · a2 vit bonde · b2 vit bonde · g2 vit bonde · h2 vit bonde · a1 vit torn · b1 vit springare · c1 vit löpare · d1 vit drottning · e1 vit kung · f1 vit löpare · g1 vit springare · h1 vit torn | a8 svart torn · b8 svart springare · c8 svart löpare · d8 svart drottning · e8 svart kung · f8 svart löpare · h8 svart torn · a7 svart bonde · b7 svart bonde · c7 svart bonde · e7 svart bonde · f7 svart bonde · g7 svart bonde · h7 svart bonde · b6 svart springare · d6 svart bonde · e5 vit bonde · c4 vit bonde · d4 vit bonde · f4 vit bonde · a2 vit bonde · b2 vit bonde · g2 vit bonde · h2 vit bonde · a1 vit torn · b1 vit springare · c1 vit löpare · d1 vit drottning · e1 vit kung · f1 vit löpare · g1 vit springare · h1 vit torn | a8 svart torn · b8 svart springare · c8 svart löpare · d8 svart drottning · e8 svart kung · f8 svart löpare · h8 svart torn · a7 svart bonde · b7 svart bonde · c7 svart bonde · e7 svart bonde · f7 svart bonde · g7 svart bonde · h7 svart bonde · b6 svart springare · d6 svart bonde · e5 vit bonde · c4 vit bonde · d4 vit bonde · f4 vit bonde · a2 vit bonde · b2 vit bonde · g2 vit bonde · h2 vit bonde · a1 vit torn · b1 vit springare · c1 vit löpare · d1 vit drottning · e1 vit kung · f1 vit löpare · g1 vit springare · h1 vit torn | a8 svart torn · b8 svart springare · c8 svart löpare · d8 svart drottning · e8 svart kung · f8 svart löpare · h8 svart torn · a7 svart bonde · b7 svart bonde · c7 svart bonde · e7 svart bonde · f7 svart bonde · g7 svart bonde · h7 svart bonde · b6 svart springare · d6 svart bonde · e5 vit bonde · c4 vit bonde · d4 vit bonde · f4 vit bonde · a2 vit bonde · b2 vit bonde · g2 vit bonde · h2 vit bonde · a1 vit torn · b1 vit springare · c1 vit löpare · d1 vit drottning · e1 vit kung · f1 vit löpare · g1 vit springare · h1 vit torn | 4 |
| 3 | a8 svart torn · b8 svart springare · c8 svart löpare · d8 svart drottning · e8 svart kung · f8 svart löpare · h8 svart torn · a7 svart bonde · b7 svart bonde · c7 svart bonde · e7 svart bonde · f7 svart bonde · g7 svart bonde · h7 svart bonde · b6 svart springare · d6 svart bonde · e5 vit bonde · c4 vit bonde · d4 vit bonde · f4 vit bonde · a2 vit bonde · b2 vit bonde · g2 vit bonde · h2 vit bonde · a1 vit torn · b1 vit springare · c1 vit löpare · d1 vit drottning · e1 vit kung · f1 vit löpare · g1 vit springare · h1 vit torn | a8 svart torn · b8 svart springare · c8 svart löpare · d8 svart drottning · e8 svart kung · f8 svart löpare · h8 svart torn · a7 svart bonde · b7 svart bonde · c7 svart bonde · e7 svart bonde · f7 svart bonde · g7 svart bonde · h7 svart bonde · b6 svart springare · d6 svart bonde · e5 vit bonde · c4 vit bonde · d4 vit bonde · f4 vit bonde · a2 vit bonde · b2 vit bonde · g2 vit bonde · h2 vit bonde · a1 vit torn · b1 vit springare · c1 vit löpare · d1 vit drottning · e1 vit kung · f1 vit löpare · g1 vit springare · h1 vit torn | a8 svart torn · b8 svart springare · c8 svart löpare · d8 svart drottning · e8 svart kung · f8 svart löpare · h8 svart torn · a7 svart bonde · b7 svart bonde · c7 svart bonde · e7 svart bonde · f7 svart bonde · g7 svart bonde · h7 svart bonde · b6 svart springare · d6 svart bonde · e5 vit bonde · c4 vit bonde · d4 vit bonde · f4 vit bonde · a2 vit bonde · b2 vit bonde · g2 vit bonde · h2 vit bonde · a1 vit torn · b1 vit springare · c1 vit löpare · d1 vit drottning · e1 vit kung · f1 vit löpare · g1 vit springare · h1 vit torn | a8 svart torn · b8 svart springare · c8 svart löpare · d8 svart drottning · e8 svart kung · f8 svart löpare · h8 svart torn · a7 svart bonde · b7 svart bonde · c7 svart bonde · e7 svart bonde · f7 svart bonde · g7 svart bonde · h7 svart bonde · b6 svart springare · d6 svart bonde · e5 vit bonde · c4 vit bonde · d4 vit bonde · f4 vit bonde · a2 vit bonde · b2 vit bonde · g2 vit bonde · h2 vit bonde · a1 vit torn · b1 vit springare · c1 vit löpare · d1 vit drottning · e1 vit kung · f1 vit löpare · g1 vit springare · h1 vit torn | a8 svart torn · b8 svart springare · c8 svart löpare · d8 svart drottning · e8 svart kung · f8 svart löpare · h8 svart torn · a7 svart bonde · b7 svart bonde · c7 svart bonde · e7 svart bonde · f7 svart bonde · g7 svart bonde · h7 svart bonde · b6 svart springare · d6 svart bonde · e5 vit bonde · c4 vit bonde · d4 vit bonde · f4 vit bonde · a2 vit bonde · b2 vit bonde · g2 vit bonde · h2 vit bonde · a1 vit torn · b1 vit springare · c1 vit löpare · d1 vit drottning · e1 vit kung · f1 vit löpare · g1 vit springare · h1 vit torn | a8 svart torn · b8 svart springare · c8 svart löpare · d8 svart drottning · e8 svart kung · f8 svart löpare · h8 svart torn · a7 svart bonde · b7 svart bonde · c7 svart bonde · e7 svart bonde · f7 svart bonde · g7 svart bonde · h7 svart bonde · b6 svart springare · d6 svart bonde · e5 vit bonde · c4 vit bonde · d4 vit bonde · f4 vit bonde · a2 vit bonde · b2 vit bonde · g2 vit bonde · h2 vit bonde · a1 vit torn · b1 vit springare · c1 vit löpare · d1 vit drottning · e1 vit kung · f1 vit löpare · g1 vit springare · h1 vit torn | a8 svart torn · b8 svart springare · c8 svart löpare · d8 svart drottning · e8 svart kung · f8 svart löpare · h8 svart torn · a7 svart bonde · b7 svart bonde · c7 svart bonde · e7 svart bonde · f7 svart bonde · g7 svart bonde · h7 svart bonde · b6 svart springare · d6 svart bonde · e5 vit bonde · c4 vit bonde · d4 vit bonde · f4 vit bonde · a2 vit bonde · b2 vit bonde · g2 vit bonde · h2 vit bonde · a1 vit torn · b1 vit springare · c1 vit löpare · d1 vit drottning · e1 vit kung · f1 vit löpare · g1 vit springare · h1 vit torn | a8 svart torn · b8 svart springare · c8 svart löpare · d8 svart drottning · e8 svart kung · f8 svart löpare · h8 svart torn · a7 svart bonde · b7 svart bonde · c7 svart bonde · e7 svart bonde · f7 svart bonde · g7 svart bonde · h7 svart bonde · b6 svart springare · d6 svart bonde · e5 vit bonde · c4 vit bonde · d4 vit bonde · f4 vit bonde · a2 vit bonde · b2 vit bonde · g2 vit bonde · h2 vit bonde · a1 vit torn · b1 vit springare · c1 vit löpare · d1 vit drottning · e1 vit kung · f1 vit löpare · g1 vit springare · h1 vit torn | 3 |
| 2 | a8 svart torn · b8 svart springare · c8 svart löpare · d8 svart drottning · e8 svart kung · f8 svart löpare · h8 svart torn · a7 svart bonde · b7 svart bonde · c7 svart bonde · e7 svart bonde · f7 svart bonde · g7 svart bonde · h7 svart bonde · b6 svart springare · d6 svart bonde · e5 vit bonde · c4 vit bonde · d4 vit bonde · f4 vit bonde · a2 vit bonde · b2 vit bonde · g2 vit bonde · h2 vit bonde · a1 vit torn · b1 vit springare · c1 vit löpare · d1 vit drottning · e1 vit kung · f1 vit löpare · g1 vit springare · h1 vit torn | a8 svart torn · b8 svart springare · c8 svart löpare · d8 svart drottning · e8 svart kung · f8 svart löpare · h8 svart torn · a7 svart bonde · b7 svart bonde · c7 svart bonde · e7 svart bonde · f7 svart bonde · g7 svart bonde · h7 svart bonde · b6 svart springare · d6 svart bonde · e5 vit bonde · c4 vit bonde · d4 vit bonde · f4 vit bonde · a2 vit bonde · b2 vit bonde · g2 vit bonde · h2 vit bonde · a1 vit torn · b1 vit springare · c1 vit löpare · d1 vit drottning · e1 vit kung · f1 vit löpare · g1 vit springare · h1 vit torn | a8 svart torn · b8 svart springare · c8 svart löpare · d8 svart drottning · e8 svart kung · f8 svart löpare · h8 svart torn · a7 svart bonde · b7 svart bonde · c7 svart bonde · e7 svart bonde · f7 svart bonde · g7 svart bonde · h7 svart bonde · b6 svart springare · d6 svart bonde · e5 vit bonde · c4 vit bonde · d4 vit bonde · f4 vit bonde · a2 vit bonde · b2 vit bonde · g2 vit bonde · h2 vit bonde · a1 vit torn · b1 vit springare · c1 vit löpare · d1 vit drottning · e1 vit kung · f1 vit löpare · g1 vit springare · h1 vit torn | a8 svart torn · b8 svart springare · c8 svart löpare · d8 svart drottning · e8 svart kung · f8 svart löpare · h8 svart torn · a7 svart bonde · b7 svart bonde · c7 svart bonde · e7 svart bonde · f7 svart bonde · g7 svart bonde · h7 svart bonde · b6 svart springare · d6 svart bonde · e5 vit bonde · c4 vit bonde · d4 vit bonde · f4 vit bonde · a2 vit bonde · b2 vit bonde · g2 vit bonde · h2 vit bonde · a1 vit torn · b1 vit springare · c1 vit löpare · d1 vit drottning · e1 vit kung · f1 vit löpare · g1 vit springare · h1 vit torn | a8 svart torn · b8 svart springare · c8 svart löpare · d8 svart drottning · e8 svart kung · f8 svart löpare · h8 svart torn · a7 svart bonde · b7 svart bonde · c7 svart bonde · e7 svart bonde · f7 svart bonde · g7 svart bonde · h7 svart bonde · b6 svart springare · d6 svart bonde · e5 vit bonde · c4 vit bonde · d4 vit bonde · f4 vit bonde · a2 vit bonde · b2 vit bonde · g2 vit bonde · h2 vit bonde · a1 vit torn · b1 vit springare · c1 vit löpare · d1 vit drottning · e1 vit kung · f1 vit löpare · g1 vit springare · h1 vit torn | a8 svart torn · b8 svart springare · c8 svart löpare · d8 svart drottning · e8 svart kung · f8 svart löpare · h8 svart torn · a7 svart bonde · b7 svart bonde · c7 svart bonde · e7 svart bonde · f7 svart bonde · g7 svart bonde · h7 svart bonde · b6 svart springare · d6 svart bonde · e5 vit bonde · c4 vit bonde · d4 vit bonde · f4 vit bonde · a2 vit bonde · b2 vit bonde · g2 vit bonde · h2 vit bonde · a1 vit torn · b1 vit springare · c1 vit löpare · d1 vit drottning · e1 vit kung · f1 vit löpare · g1 vit springare · h1 vit torn | a8 svart torn · b8 svart springare · c8 svart löpare · d8 svart drottning · e8 svart kung · f8 svart löpare · h8 svart torn · a7 svart bonde · b7 svart bonde · c7 svart bonde · e7 svart bonde · f7 svart bonde · g7 svart bonde · h7 svart bonde · b6 svart springare · d6 svart bonde · e5 vit bonde · c4 vit bonde · d4 vit bonde · f4 vit bonde · a2 vit bonde · b2 vit bonde · g2 vit bonde · h2 vit bonde · a1 vit torn · b1 vit springare · c1 vit löpare · d1 vit drottning · e1 vit kung · f1 vit löpare · g1 vit springare · h1 vit torn | a8 svart torn · b8 svart springare · c8 svart löpare · d8 svart drottning · e8 svart kung · f8 svart löpare · h8 svart torn · a7 svart bonde · b7 svart bonde · c7 svart bonde · e7 svart bonde · f7 svart bonde · g7 svart bonde · h7 svart bonde · b6 svart springare · d6 svart bonde · e5 vit bonde · c4 vit bonde · d4 vit bonde · f4 vit bonde · a2 vit bonde · b2 vit bonde · g2 vit bonde · h2 vit bonde · a1 vit torn · b1 vit springare · c1 vit löpare · d1 vit drottning · e1 vit kung · f1 vit löpare · g1 vit springare · h1 vit torn | 2 |
| 1 | a8 svart torn · b8 svart springare · c8 svart löpare · d8 svart drottning · e8 svart kung · f8 svart löpare · h8 svart torn · a7 svart bonde · b7 svart bonde · c7 svart bonde · e7 svart bonde · f7 svart bonde · g7 svart bonde · h7 svart bonde · b6 svart springare · d6 svart bonde · e5 vit bonde · c4 vit bonde · d4 vit bonde · f4 vit bonde · a2 vit bonde · b2 vit bonde · g2 vit bonde · h2 vit bonde · a1 vit torn · b1 vit springare · c1 vit löpare · d1 vit drottning · e1 vit kung · f1 vit löpare · g1 vit springare · h1 vit torn | a8 svart torn · b8 svart springare · c8 svart löpare · d8 svart drottning · e8 svart kung · f8 svart löpare · h8 svart torn · a7 svart bonde · b7 svart bonde · c7 svart bonde · e7 svart bonde · f7 svart bonde · g7 svart bonde · h7 svart bonde · b6 svart springare · d6 svart bonde · e5 vit bonde · c4 vit bonde · d4 vit bonde · f4 vit bonde · a2 vit bonde · b2 vit bonde · g2 vit bonde · h2 vit bonde · a1 vit torn · b1 vit springare · c1 vit löpare · d1 vit drottning · e1 vit kung · f1 vit löpare · g1 vit springare · h1 vit torn | a8 svart torn · b8 svart springare · c8 svart löpare · d8 svart drottning · e8 svart kung · f8 svart löpare · h8 svart torn · a7 svart bonde · b7 svart bonde · c7 svart bonde · e7 svart bonde · f7 svart bonde · g7 svart bonde · h7 svart bonde · b6 svart springare · d6 svart bonde · e5 vit bonde · c4 vit bonde · d4 vit bonde · f4 vit bonde · a2 vit bonde · b2 vit bonde · g2 vit bonde · h2 vit bonde · a1 vit torn · b1 vit springare · c1 vit löpare · d1 vit drottning · e1 vit kung · f1 vit löpare · g1 vit springare · h1 vit torn | a8 svart torn · b8 svart springare · c8 svart löpare · d8 svart drottning · e8 svart kung · f8 svart löpare · h8 svart torn · a7 svart bonde · b7 svart bonde · c7 svart bonde · e7 svart bonde · f7 svart bonde · g7 svart bonde · h7 svart bonde · b6 svart springare · d6 svart bonde · e5 vit bonde · c4 vit bonde · d4 vit bonde · f4 vit bonde · a2 vit bonde · b2 vit bonde · g2 vit bonde · h2 vit bonde · a1 vit torn · b1 vit springare · c1 vit löpare · d1 vit drottning · e1 vit kung · f1 vit löpare · g1 vit springare · h1 vit torn | a8 svart torn · b8 svart springare · c8 svart löpare · d8 svart drottning · e8 svart kung · f8 svart löpare · h8 svart torn · a7 svart bonde · b7 svart bonde · c7 svart bonde · e7 svart bonde · f7 svart bonde · g7 svart bonde · h7 svart bonde · b6 svart springare · d6 svart bonde · e5 vit bonde · c4 vit bonde · d4 vit bonde · f4 vit bonde · a2 vit bonde · b2 vit bonde · g2 vit bonde · h2 vit bonde · a1 vit torn · b1 vit springare · c1 vit löpare · d1 vit drottning · e1 vit kung · f1 vit löpare · g1 vit springare · h1 vit torn | a8 svart torn · b8 svart springare · c8 svart löpare · d8 svart drottning · e8 svart kung · f8 svart löpare · h8 svart torn · a7 svart bonde · b7 svart bonde · c7 svart bonde · e7 svart bonde · f7 svart bonde · g7 svart bonde · h7 svart bonde · b6 svart springare · d6 svart bonde · e5 vit bonde · c4 vit bonde · d4 vit bonde · f4 vit bonde · a2 vit bonde · b2 vit bonde · g2 vit bonde · h2 vit bonde · a1 vit torn · b1 vit springare · c1 vit löpare · d1 vit drottning · e1 vit kung · f1 vit löpare · g1 vit springare · h1 vit torn | a8 svart torn · b8 svart springare · c8 svart löpare · d8 svart drottning · e8 svart kung · f8 svart löpare · h8 svart torn · a7 svart bonde · b7 svart bonde · c7 svart bonde · e7 svart bonde · f7 svart bonde · g7 svart bonde · h7 svart bonde · b6 svart springare · d6 svart bonde · e5 vit bonde · c4 vit bonde · d4 vit bonde · f4 vit bonde · a2 vit bonde · b2 vit bonde · g2 vit bonde · h2 vit bonde · a1 vit torn · b1 vit springare · c1 vit löpare · d1 vit drottning · e1 vit kung · f1 vit löpare · g1 vit springare · h1 vit torn | a8 svart torn · b8 svart springare · c8 svart löpare · d8 svart drottning · e8 svart kung · f8 svart löpare · h8 svart torn · a7 svart bonde · b7 svart bonde · c7 svart bonde · e7 svart bonde · f7 svart bonde · g7 svart bonde · h7 svart bonde · b6 svart springare · d6 svart bonde · e5 vit bonde · c4 vit bonde · d4 vit bonde · f4 vit bonde · a2 vit bonde · b2 vit bonde · g2 vit bonde · h2 vit bonde · a1 vit torn · b1 vit springare · c1 vit löpare · d1 vit drottning · e1 vit kung · f1 vit löpare · g1 vit springare · h1 vit torn | 1 |
|   | a | b | c | d | e | f | g | h |   |

4.c4 Sb6
5.f4
I fyrbondevarianten tar vit chansen att skaffa sig en terrängfördel. Spelet kan nu bli skarpt eftersom svart måste spela aktivt för att inte bli nedtryckt av vits centrum.
Huvudvarianten fortsätter:
5...dxe5
6.fxe5 Sc6
7.Le3 Lf5
8.Sc3 e6

## Partiexempel
Vit: Nigel Short
Svart: Jan Timman
Tilburg 1991
1.e4 Sf6 2.e5 Sd5 3.d4 d6 4.Sf3 g6 5.Lc4 Sb6 6.Lb3 Lg7 7.De2 Sc6 8.O-O O-O 9.h3 a5 10.a4 dxe5 11.dxe5 Sd4 12.Sxd4 Dxd4 13.Te1 e6 14.Sd2 Sd5 15.Sf3 Dc5 16.De4 Db4 17.Lc4 Sb6 18.b3 Sxc4 19.bxc4 Te8 20.Td1 Dc5 21.Dh4 b6 22.Le3 Dc6 23.Lh6 Lh8 24.Td8 Lb7 25.Tad1 Lg7 26.T8d7 Tf8 27.Lxg7 Kxg7 28.T1d4 Tae8 29.Df6 Kg8 30.h4 h5 31.Kh2 Tc8 32.Kg3 Tce8 33.Kf4 Lc8 34.Kg5 1-0